# Список монастырей Украинской православной церкви (Московского патриархата)
В статье представлены краткие актуальные сведения о монастырях Украинской Православной Церкви в составе .Это служебный список статей, созданный для координации работ по развитию темы.

## Винницкая область(10)

### Винницкая епархия(3)
| №  | Фото                                                | Наименование — источник                                           | Официальный сайт          | Географические координаты       |
| №  | Фото                                                | Наименование — источник                                           | Адрес                     | Адрес                           |
| -- | --------------------------------------------------- | ----------------------------------------------------------------- | ------------------------- | ------------------------------- |
| 1. |                                                     | В честь Барской иконы Божией Матери женский монастырь — Подробнее | barskaya-obitel.church.ua | 49°05′11″ с. ш. 27°39′17″ в. д. |
| 1. | Барский район, село Гаевое, ул. Покровская, 1       | В честь Барской иконы Божией Матери женский монастырь — Подробнее |                           |                                 |
| 2. |                                                     | Иоанно-Богословский Лемешевский мужской монастырь — Подробнее     | lemeshovska-mon.church.ua | 49°39′35″ с. ш. 28°27′11″ в. д. |
| 2. | Калиновский район, село Лемешевка, ул. Школьная, 14 | Иоанно-Богословский Лемешевский мужской монастырь — Подробнее     |                           |                                 |
| 3. |                                                     | Троицкий Браиловский женский монастырь — Подробнее                | brailov-mon.church.ua     | 49°06′24″ с. ш. 28°10′01″ в. д. |
| 3. | Жмеринский район, пгт. Браилов                      | Троицкий Браиловский женский монастырь — Подробнее                |                           |                                 |

### Ставропигиальные монастыри(2)
| 1. |                            | В честь Почаевской иконы Божией Матери ставропигиальный женский скит — Подробнее | ladyzhyn-mon.church.ua | 48°41′05″ с. ш. 29°13′34″ в. д. |
| 1. | Ладыжин, ул. Процышена, 24 | В честь Почаевской иконы Божией Матери ставропигиальный женский скит — Подробнее |                        |                                 |
| 2. |                            | Троицкий ставропигиальный женский монастырь — Подробнее                          | nemirov-mon.church.ua  | 48°59′19″ с. ш. 28°51′27″ в. д. |
| 2. | Немиров, ул. Ленина, 190   | Троицкий ставропигиальный женский монастырь — Подробнее                          |                        |                                 |

### Могилёв-Подольская епархия(3)
| 1. |                                                             | Иоанно-Предтеченский Лядовский мужской монастырь — Подробнее | lyadov-mon.church.ua      | 48°29′05″ с. ш. 27°36′31″ в. д. |
| 1. | Могилёв-Подольский район, близ села Лядова                  | Иоанно-Предтеченский Лядовский мужской монастырь — Подробнее |                           |                                 |
| 2. |                                                             | Шаргородский Николаевский мужской монастырь — Подробнее      | shargorod-mon.church.ua   | 48°44′13″ с. ш. 28°05′01″ в. д. |
| 2. | Шаргород, ул. Соборная, 207                                 | Шаргородский Николаевский мужской монастырь — Подробнее      |                           |                                 |
| 3. |                                                             | Преображенский мужской монастырь — Подробнее                 | galaykovtsy-mon.church.ua | 48°38′48″ с. ш. 27°28′09″ в. д. |
| 3. | Мурованокуриловецкий район, село Галайковцы, ул. Ермака, 12 | Преображенский мужской монастырь — Подробнее                 |                           |                                 |

### Тульчинская епархия(2)
| 1. |                                                           | Архангело-Михайловский женский монастырь — Подробнее | chechelnyk-mon.church.ua | 48°12′53″ с. ш. 29°22′19″ в. д. |
| 1. | пгт. Чечельник                                            | Архангело-Михайловский женский монастырь — Подробнее |                          |                                 |
| 2. |                                                           | Успенский мужской монастырь — Подробнее              | sloboda-mon.church.ua    | 48°46′44″ с. ш. 29°35′07″ в. д. |
| 2. | Гайсинский район, село Тишковская Слобода, ул. Чапаева, 3 | Успенский мужской монастырь — Подробнее              |                          |                                 |

## Волынская область(9)

### Владимир-Волынская епархия(4)
| 1. |                                                 | Иоанно-Предтеченский мужской скит — Подробнее             | verbka-mon.church.ua  | 51°14′20″ с. ш. 24°43′55″ в. д. |
| 1. | Ковельский район, село Вербка                   | Иоанно-Предтеченский мужской скит — Подробнее             |                       |                                 |
| 2. |                                                 | Николаевский Милецкий мужской монастырь — Подробнее       | milecky-mon.church.ua | 51°27′23″ с. ш. 24°45′12″ в. д. |
| 2. | Старовыжевский район, село Мильцы               | Николаевский Милецкий мужской монастырь — Подробнее       |                       |                                 |
| 3. |                                                 | Петро-Павловский Свитязский мужской монастырь — Подробнее | svityaz-mon.church.ua | 51°29′14″ с. ш. 23°51′20″ в. д. |
| 3. | Шацкий район, село Свитязь                      | Петро-Павловский Свитязский мужской монастырь — Подробнее |                       |                                 |
| 4. |                                                 | Успенский Низкиницкий мужской монастырь — Подробнее       | monastyr.org.ua       | 50°43′35″ с. ш. 24°11′23″ в. д. |
| 4. | Волынская обл., Иваничевский р-н., с. Низкиничи | Успенский Низкиницкий мужской монастырь — Подробнее       |                       |                                 |

### Волынская епархия(3)
| 1. |                                                      | Крестовоздвиженский мужской монастырь — Подробнее    | chartoriysk-mon.church.ua | 51°13′34″ с. ш. 25°53′07″ в. д. |
| 1. | Маневицкий район, село Старый Чарторыйск             | Крестовоздвиженский мужской монастырь — Подробнее    |                           |                                 |
| 2. |                                                      | Сретенский Михновский женский монастырь — Подробнее  | mihnovsky-mon.church.ua   | 51°39′24″ с. ш. 24°47′44″ в. д. |
| 2. | Камень-Каширский район, село Михновка                | Сретенский Михновский женский монастырь — Подробнее  |                           |                                 |
| 3. |                                                      | Троицкий Старосельский женский монастырь — Подробнее | staroselsky-mon.church.ua | 51°04′11″ с. ш. 25°35′05″ в. д. |
| 3. | Маневицкий район, село Староселье, ул. Радянская, 65 | Троицкий Старосельский женский монастырь — Подробнее |                           |                                 |

### Киевская епархия(2)
| 1. |                                                   | В честь благ. кн. Александра Невского ставропигиальный женский монастырь — Подробнее | horodne-mon.church.ua | 51°16′21″ с. ш. 24°07′36″ в. д. |
| 1. | Волынская обл., Любомльский р-н., с. Городно      | В честь благ. кн. Александра Невского ставропигиальный женский монастырь — Подробнее |                       |                                 |
| 2. |                                                   | Успенский Святогорский Зимненский ставропигиальный женский монастырь — Подробнее     | zymne.org             | 50°48′02″ с. ш. 24°19′38″ в. д. |
| 2. | Волынская обл., Владимир-Волынский р-н., с. Зимно | Успенский Святогорский Зимненский ставропигиальный женский монастырь — Подробнее     |                       |                                 |

## Днепропетровская область(9)

### Днепропетровская епархия(5)
| 1. |                                                                                   | В честь иконы Божией Матери «Знамение» женский монастырь — Подробнее | znamensky-mon.church.ua | 48°07′53″ с. ш. 35°44′29″ в. д.                  |
| 1. | Днепропетровская обл., Васильковский р-н., с. Вербовское, ул. Медычна, 7          | В честь иконы Божией Матери «Знамение» женский монастырь — Подробнее |                         |                                                  |
| 2. |                                                                                   | Вознесенский женский монастырь — Подробнее                           | ternovka-mon.church.ua  | 48°31′18″ с. ш. 36°06′18″ в. д.                  |
| 2. | Днепропетровская обл., Павлоградский р-н., г. Терновка, ул. Интернациональная, 60 | Вознесенский женский монастырь — Подробнее                           |                         |                                                  |
| 3. |                                                                                   | Николаевский Самарский пустынный мужской монастырь — Подробнее       | samarsky-mon.church.ua  | 48°37′52″ с. ш. 35°17′04″ в. д.                  |
| 3. | Днепропетровская обл., г. Новомосковск, ул. Монастырская, 1                       | Николаевский Самарский пустынный мужской монастырь — Подробнее       |                         |                                                  |
| 4. |                                                                                   | Тихвинский женский монастырь — Подробнее                             | tihvinka.dp.ua          | 48°26′49″ с. ш. 35°00′23″ в. д.                  |
| 4. | г. Днепр, ул. Чичерина, 171                                                       | Тихвинский женский монастырь — Подробнее                             |                         |                                                  |
| 5. |                                                                                   | Троицкий пустынный мужской монастырь — Подробнее                     | horoshee-mon.church.ua  | 48°33′04″ с. ш. 36°28′08″ в. д. (приблизительно) |
| 5. | Петропавловский район, село Хорошее, ул. Токарная, 4                              | Троицкий пустынный мужской монастырь — Подробнее                     |                         |                                                  |

### Каменская епархия(2)
| 1. |                                                         | Иосифовский женский монастырь — Подробнее                       | iosifovsky-mon.church.ua | 48°56′22″ с. ш. 35°12′12″ в. д. |
| 1. | Днепропетровская обл., Магдалиновский р-н., с. Марьевка | Иосифовский женский монастырь — Подробнее                       |                          |                                 |
| 2. |                                                         | Покровский Архангело-Михайловский женский монастырь — Подробнее | pokrov.org.ua            | 48°31′19″ с. ш. 34°30′46″ в. д. |
| 2. | Днепропетровская обл., г. Каменское, ул. Зализняка, 17а | Покровский Архангело-Михайловский женский монастырь — Подробнее |                          |                                 |

### Криворожская епархия(2)
| 1. |                                    | В честь сщмч. Владимира мужской монастырь — Подробнее | monah.com.ua             | 48°00′39″ с. ш. 33°26′37″ в. д. |
| 1. | Кривой Рог, Монастырская ул., 1    | В честь сщмч. Владимира мужской монастырь — Подробнее |                          |                                 |
| 2. |                                    | Покровский женский монастырь — Подробнее              | krivoy-rog-mon.church.ua | 47°58′20″ с. ш. 33°25′56″ в. д. |
| 2. | Кривой Рог, ул. Эдуарда Фукса, 58А | Покровский женский монастырь — Подробнее              |                          |                                 |

## Донецкая область(15)

### Горловская епархия(3)
| 1. |                                                           | В честь прп. Сергия Радонежского женский монастырь — Подробнее | sergeevka-mon.church.ua  | 48°40′14″ с. ш. 37°22′30″ в. д. |
| 1. | Славянский район, село Сергеевка, ул. Чкалова, 1          | В честь прп. Сергия Радонежского женский монастырь — Подробнее |                          |                                 |
| 2. |                                                           | Покровский женский скит — Подробнее                            | liman-mon.church.ua      | 48°59′05″ с. ш. 37°47′33″ в. д. |
| 2. | Лиман                                                     | Покровский женский скит — Подробнее                            |                          |                                 |
| 3. |                                                           | Стефановский женский монастырь — Подробнее                     | stepanovka-mon.church.ua | 48°36′16″ с. ш. 37°01′26″ в. д. |
| 3. | Александровский район, село Степановка, ул. Молодежная, 5 | Стефановский женский монастырь — Подробнее                     |                          |                                 |

### Донецкая епархия(12)
| 1.  |                                                                  | Донецкий Иверский женский монастырь — Подробнее                               | iver-doneck-mon.church.ua                                                    | 48°03′57″ с. ш. 37°43′55″ в. д. |
| 1.  | Донецк, ул. Стратонавтов, 153                                    | Донецкий Иверский женский монастырь — Подробнее                               |                                                                              |                                 |
| 2.  |                                                                  | В честь иконы Божией Матери «Всех скорбящих Радость» женский скит — Подробнее | bogorodychne-mon.church.ua                                                   | 49°01′02″ с. ш. 37°30′48″ в. д. |
| 2.  | Славянский район, село Богородичное, пров. Батюка, 1а            | В честь иконы Божией Матери «Всех скорбящих Радость» женский скит — Подробнее |                                                                              |                                 |
| 3.  |                                                                  | Монастырь Касперовской иконы Божией Матери (женский) — Подробнее              | kasperovsky-mon.church.ua                                                    | 47°54′25″ с. ш. 38°06′23″ в. д. |
| 3.  | Макеевский городской совет, пгт. Грузско-Ломовка, ул. Ленина, 10 | Монастырь Касперовской иконы Божией Матери (женский) — Подробнее              |                                                                              |                                 |
| 4.  |                                                                  | В честь прп. Антония и Феодосия Печерских мужской скит — Подробнее            | svyatogirsk-mon.church.ua                                                    | 49°01′45″ с. ш. 37°34′13″ в. д. |
| 4.  | Святогорск                                                       | В честь прп. Антония и Феодосия Печерских мужской скит — Подробнее            |                                                                              |                                 |
| 5.  |                                                                  | В честь свт. Иоанна Шанхайского мужской скит — Подробнее                      | adamovka-mon.church.ua                                                       | 48°56′31″ с. ш. 37°27′21″ в. д. |
| 5.  | Славянский район, село Адамовка, ул. Кобзаря, 18                 | В честь свт. Иоанна Шанхайского мужской скит — Подробнее                      |                                                                              |                                 |
| 6.  |                                                                  | В честь Турковицкой иконы Божьей Матери женский скит — Подробнее              | pisky-mon.church.ua                                                          | 48°03′53″ с. ш. 37°39′44″ в. д. |
| 6.  | Ясиноватский район, село Пески, ул. Мира, 14                     | В честь Турковицкой иконы Божьей Матери женский скит — Подробнее              |                                                                              |                                 |
| 7.  |                                                                  | Свято-Успенский Васильевский мужской монастырь — Подробнее                    | obitel-nikolskoe.ru https://www.youtube.com/channel/UCaoGIqRYxeb87U8L4fC7gyg | 47°45′01″ с. ш. 37°18′05″ в. д. |
| 7.  | Волновахский район, село Никольское                              | Свято-Успенский Васильевский мужской монастырь — Подробнее                    |                                                                              |                                 |
| 8.  |                                                                  | Всехсвятский мужской скит — Подробнее                                         | tetyanivka-mon.church.ua                                                     | 49°01′27″ с. ш. 37°34′25″ в. д. |
| 8.  | Славянский район, село Татьяновка, ул. Всехсвятская, 1           | Всехсвятский мужской скит — Подробнее                                         |                                                                              |                                 |
| 9.  |                                                                  | Георгиевский мужской скит — Подробнее                                         | dolyna-mon.church.ua                                                         | 48°59′33″ с. ш. 37°26′40″ в. д. |
| 9.  | Славянский район, село Долина, ул. Ленина, 1                     | Георгиевский мужской скит — Подробнее                                         |                                                                              |                                 |
| 10. |                                                                  | Свято-Успенский Николаевский женский монастырь — Подробнее                    | obitel-nikolskoe.ru https://www.youtube.com/channel/UCaoGIqRYxeb87U8L4fC7gyg | 47°45′01″ с. ш. 37°18′05″ в. д. |
| 10. | Волновахский район, село Никольское                              | Свято-Успенский Николаевский женский монастырь — Подробнее                    |                                                                              |                                 |
| 11. |                                                                  | Святогорская Успенская Лавра — Подробнее                                      | svlavra.church.ua                                                            | 49°01′48″ с. ш. 37°34′12″ в. д. |
| 11. | Святогорск, ул. Заречная, 3                                      | Святогорская Успенская Лавра — Подробнее                                      |                                                                              |                                 |
| 12. |                                                                  | Успенский женский скит — Подробнее                                            | zhdanivka-mon.church.ua                                                      | 48°08′59″ с. ш. 38°14′31″ в. д. |
| 12. | Ждановка                                                         | Успенский женский скит — Подробнее                                            |                                                                              |                                 |

## Житомирская область(12)

### Житомирская епархия(3)
| 1. |                                                                  | Преображенский Тригорский мужской монастырь — Подробнее       | trigorsky-mon.church.ua  | 50°11′54″ с. ш. 28°22′24″ в. д. |
| 1. | Житомирский район, село Тригорье                                 | Преображенский Тригорский мужской монастырь — Подробнее       |                          |                                 |
| 2. |                                                                  | Христо-Рожественский Червонский женский монастырь — Подробнее | chervonnoe-mon.church.ua | 49°57′26″ с. ш. 28°52′52″ в. д. |
| 2. | Житомирская обл., Андрушевский р-н., пгт. Червоное               | Христо-Рожественский Червонский женский монастырь — Подробнее |                          |                                 |
| 3. |                                                                  | Спасо-Покровский женский монастырь — Подробнее                | vilha-mon.church.ua      | 50°12′28″ с. ш. 27°40′51″ в. д. |
| 3. | Житомирская обл., Романовский р-н., с. Ольха, ул. Барановская, 3 | Спасо-Покровский женский монастырь — Подробнее                |                          |                                 |

### ставропигиальные монастыри(7)
| 1. |                                                                                 | В честь Анастасии Римляныни Житомирский ставропигиальный женский монастырь — Подробнее        | zhytomyr-monastyr.org    | 50°16′01″ с. ш. 28°37′08″ в. д. |
| 1. | г. Житомир, ул. Сосновая, 13-а                                                  | В честь Анастасии Римляныни Житомирский ставропигиальный женский монастырь — Подробнее        |                          |                                 |
| 2. |                                                                                 | В честь Афонской иконы Божией Матери ставропигиальный женский монастырь — Подробнее           | chopovichi-mon.church.ua | 50°48′42″ с. ш. 28°55′44″ в. д. |
| 2. | Житомирская обл., Малинский р-н., пгт. Чоповичи, ул. Заводская, 1               | В честь Афонской иконы Божией Матери ставропигиальный женский монастырь — Подробнее           |                          |                                 |
| 3. |                                                                                 | В честь Иверской иконы Божией Матери ставропигиальный женский скит — Подробнее                | sobolivka-mon.church.ua  | 50°07′02″ с. ш. 29°26′08″ в. д. |
| 3. | Житомирская обл., Брусиловский р-н., с. Соболевка                               | В честь Иверской иконы Божией Матери ставропигиальный женский скит — Подробнее                |                          |                                 |
| 4. |                                                                                 | В честь иконы Божией Матери «Утоли мои печали» ставропигиальный женский монастырь — Подробнее | horodnica.ortox.ru       | 50°48′22″ с. ш. 27°18′54″ в. д. |
| 4. | Житомирская обл., Новоград-Волынский р-н., пгт. Городница, пер. Монастырский, 1 | В честь иконы Божией Матери «Утоли мои печали» ставропигиальный женский монастырь — Подробнее |                          |                                 |
| 5. |                                                                                 | В честь прав. Иоанна Русского ставропигиальное мужское подворье — Подробнее                   | novohrad-mon.church.ua   | 50°35′54″ с. ш. 27°39′20″ в. д. |
| 5. | Житомирская обл., г. Новоград-Волынский                                         | В честь прав. Иоанна Русского ставропигиальное мужское подворье — Подробнее                   |                          |                                 |
| 6. |                                                                                 | В честь прп. Силуана Афонского ставропигиальный мужской скит — Подробнее                      | zahreblya-mon.church.ua  | 50°47′36″ с. ш. 29°00′04″ в. д. |
| 6. | Житомирская обл., Малинский р-н., с. Загребля, ул. Набережная, 21               | В честь прп. Силуана Афонского ставропигиальный мужской скит — Подробнее                      |                          |                                 |
| 7. |                                                                                 | Георгиевский Городницкий ставропигиальный мужской монастырь — Подробнее                       | horodnica.ortox.ru       | 50°48′22″ с. ш. 27°18′54″ в. д. |
| 7. | Житомирская обл., Новоград-Волынский р-н., пгт. Городница, пер. Монастырский, 1 | Георгиевский Городницкий ставропигиальный мужской монастырь — Подробнее                       |                          |                                 |

### Овручская епархия(2)
| 1. |                                                                 | В честь Казанской иконы Божией Матери мужской монастырь — Подробнее | kipyachee.org.ua     | 50°48′21″ с. ш. 28°54′20″ в. д. |
| 1. | Житомирская обл., Малинский р-н., пгт. Чоповичи, ур. Кипячее    | В честь Казанской иконы Божией Матери мужской монастырь — Подробнее |                      |                                 |
| 2. |                                                                 | Васильевский женский монастырь — Подробнее                          | ovruch-mon.church.ua | 51°18′56″ с. ш. 28°47′59″ в. д. |
| 2. | Житомирская обл., Овручский р-н., г. Овруч, ул. Пролетарская, 2 | Васильевский женский монастырь — Подробнее                          |                      |                                 |

## Закарпатская область(42)

### Мукачевская епархия(19)
| 1.  |                                                                          | Красногорский Всехсвятский мужской монастырь — Подробнее             | krasnogor-mk-mon.church.ua      | 48°27′45″ с. ш. 22°43′12″ в. д. |
| 1.  | Мукачево, ул. Монастырская, 1                                            | Красногорский Всехсвятский мужской монастырь — Подробнее             |                                 |                                 |
| 2.  |                                                                          | В честь Казанской иконы Божией Матери мужской монастырь — Подробнее  | tyshivmonastyr.in.ua/index.html | 48°48′24″ с. ш. 23°03′46″ в. д. |
| 2.  | Закарпатская обл., Воловецкий р-н., с. Тишев 145                         | В честь Казанской иконы Божией Матери мужской монастырь — Подробнее  |                                 |                                 |
| 3.  |                                                                          | В честь Почаевской иконы Божией Матери мужской монастырь — Подробнее | chidadeevo-mon.church.ua        | 48°30′45″ с. ш. 22°50′03″ в. д. |
| 3.  | Закарпатская обл., Мукачевский р-н., пгт. Чинадиево, ул. Санаторная, 151 | В честь Почаевской иконы Божией Матери мужской монастырь — Подробнее |                                 |                                 |
| 4.  |                                                                          | В честь равноап. кн. Владимира мужской монастырь — Подробнее         | sukhiy-mon.church.ua            | 48°57′14″ с. ш. 22°46′55″ в. д. |
| 4.  | Закарпатская обл., Великоберезянский р-н., с. Сухой                      | В честь равноап. кн. Владимира мужской монастырь — Подробнее         |                                 |                                 |
| 5.  |                                                                          | В честь равноап. Марии Магдалины женский монастырь — Подробнее       | zarichevo-mon.church.ua         | 48°46′46″ с. ш. 22°31′24″ в. д. |
| 5.  | Закарпатская обл., Перечинский р-н., с. Заричево, ул. Монастырская, 1    | В честь равноап. Марии Магдалины женский монастырь — Подробнее       |                                 |                                 |
| 6.  |                                                                          | Введенский женский монастырь — Подробнее                             | kushnica-mon.church.ua          | 48°25′32″ с. ш. 23°16′08″ в. д. |
| 6.  | Закарпатская обл., Иршавский р-н., с. Кушница, ул. Монастырская, 1       | Введенский женский монастырь — Подробнее                             |                                 |                                 |
| 7.  |                                                                          | Воскресенский мужской монастырь — Подробнее                          | uzhgorod-mon.church.ua          | 48°38′24″ с. ш. 22°17′23″ в. д. |
| 7.  | г. Ужгород, ул. Золотистая, 35                                           | Воскресенский мужской монастырь — Подробнее                          |                                 |                                 |
| 8.  |                                                                          | Георгиевский мужской монастырь — Подробнее                           | zabolotnoe-mon.church.ua        | 48°14′37″ с. ш. 23°06′45″ в. д. |
| 8.  | Закарпатская обл., Иршавский р-н., с. Заболотное                         | Георгиевский мужской монастырь — Подробнее                           |                                 |                                 |
| 9.  |                                                                          | Иоанно-Богословский мужской монастырь — Подробнее                    | seltso-mon.church.ua            | 48°17′06″ с. ш. 22°58′26″ в. д. |
| 9.  | Закарпатская обл., Иршавский р-н., с. Сильце                             | Иоанно-Богословский мужской монастырь — Подробнее                    |                                 |                                 |
| 10. |                                                                          | Иоанно-Предтеченский женский монастырь — Подробнее                   | dubrovka-mon.church.ua          | 48°18′04″ с. ш. 23°04′22″ в. д. |
| 10. | Закарпатская обл., Иршавский р-н., с. Дубровка                           | Иоанно-Предтеченский женский монастырь — Подробнее                   |                                 |                                 |
| 11. |                                                                          | Кирилло-Мефодиевский женский монастырь — Подробнее                   | svalyava-mon.church.ua          | 48°32′58″ с. ш. 22°57′23″ в. д. |
| 11. | Закарпатская обл., г. Свалява, ул. Драчынская, 157                       | Кирилло-Мефодиевский женский монастырь — Подробнее                   |                                 |                                 |
| 12. |                                                                          | Николаевский Мукачевский женский монастырь — Подробнее               | myk-mon.church.ua               | 48°27′19″ с. ш. 22°43′59″ в. д. |
| 12. | Закарпатская обл., г. Мукачево, ул . Василия Пронина, 2                  | Николаевский Мукачевский женский монастырь — Подробнее               |                                 |                                 |
| 13. |                                                                          | Пантелеймоновский мужской монастырь — Подробнее                      | kamyanka-mon.church.ua          | 48°23′07″ с. ш. 23°07′39″ в. д. |
| 13. | Закарпатская обл., Иршавский р-н., с. Осий-Каменка                       | Пантелеймоновский мужской монастырь — Подробнее                      |                                 |                                 |
| 14. |                                                                          | Покровский мужской монастырь — Подробнее                             | rokoshino-mon.church.ua         | 48°28′10″ с. ш. 22°36′37″ в. д. |
| 14. | Закарпатская обл., Мукачевский р-н., с. Ракошыно, ул. Ленина, 58         | Покровский мужской монастырь — Подробнее                             |                                 |                                 |
| 15. |                                                                          | Покровский мужской скит — Подробнее                                  | kostrino-mon.church.ua          | 48°56′29″ с. ш. 22°35′27″ в. д. |
| 15. | Закарпатская обл., Великоберезянский р-н., с. Кострино                   | Покровский мужской скит — Подробнее                                  |                                 |                                 |
| 16. |                                                                          | Покровский мужской монастырь — Подробнее                             | vorochevo-mon.church.ua         | 48°43′21″ с. ш. 22°28′46″ в. д. |
| 16. | Закарпатская обл., Перечинский р-н., с. Ворочево                         | Покровский мужской монастырь — Подробнее                             |                                 |                                 |
| 17. |                                                                          | Серафимовский женский монастырь — Подробнее                          | priborzhav-mon.church.ua        | 48°22′21″ с. ш. 23°13′15″ в. д. |
| 17. | Иршавский район, село Приборжавское, ул. Колхозная, 45                   | Серафимовский женский монастырь — Подробнее                          |                                 |                                 |
| 18. |                                                                          | Домбокский Успенский женский монастырь — Подробнее                   | domboki-mon.church.ua           | 48°27′43″ с. ш. 22°32′32″ в. д. |
| 18. | Мукачевский район, село Домбоки, ул. Макаренко, 10                       | Домбокский Успенский женский монастырь — Подробнее                   |                                 |                                 |
| 19. |                                                                          | Успенский мужской монастырь — Подробнее                              | kicherno-mon.church.ua          | 48°52′24″ с. ш. 22°53′19″ в. д. |
| 19. | Воловецкий район, село Кичерный                                          | Успенский мужской монастырь — Подробнее                              |                                 |                                 |

### Хустская епархия(23)
| 1.  |                                                                     | Архангело-Михайловский женский монастырь — Подробнее                          | dragovo-mon.church.ua      | 48°16′16″ с. ш. 23°35′08″ в. д.                  |
| 1.  | Хустский район, село Заброд, ул. Слипынкы                           | Архангело-Михайловский женский монастырь — Подробнее                          |                            |                                                  |
| 2.  |                                                                     | Архангело-Михайловский мужской монастырь — Подробнее                          | grushevo-mon.church.ua     | 48°00′16″ с. ш. 23°44′55″ в. д.                  |
| 2.  | Закарпатская обл., Тячевский р-н., с. Грушево, ул. Монастырская, 11 | Архангело-Михайловский мужской монастырь — Подробнее                          |                            |                                                  |
| 3.  |                                                                     | В честь иконы Божией Матери «Нечаянная Радость» мужской монастырь — Подробнее | kolochava-mon.church.ua    | 48°24′46″ с. ш. 23°40′50″ в. д.                  |
| 3.  | Закарпатская обл., Межигорский р-н., с. Колочава                    | В честь иконы Божией Матери «Нечаянная Радость» мужской монастырь — Подробнее |                            |                                                  |
| 4.  |                                                                     | Вознесенский женский монастырь — Подробнее                                    | chumalevo-mon.church.ua    | 48°11′00″ с. ш. 23°32′18″ в. д.                  |
| 4.  | Закарпатская обл., Тячевский р-н., с. Чумалево, ул. Дружбы, 10      | Вознесенский женский монастырь — Подробнее                                    |                            |                                                  |
| 5.  |                                                                     | Георгиевский мужской монастырь — Подробнее                                    | krivoe-mon.church.ua       | 48°01′53″ с. ш. 23°43′51″ в. д.                  |
| 5.  | Закарпатская обл., Тячевский р-н., с. Кривая, ул. Кубинца, 46       | Георгиевский мужской монастырь — Подробнее                                    |                            |                                                  |
| 6.  |                                                                     | Ильинский мужской монастырь — Подробнее                                       | ternovo-mon.church.ua      | 48°02′54″ с. ш. 23°45′57″ в. д.                  |
| 6.  | Тячевский район, близ села Терново                                  | Ильинский мужской монастырь — Подробнее                                       |                            |                                                  |
| 7.  |                                                                     | Ильинский мужской скит — Подробнее                                            | dubove-mon.church.ua       | 48°10′40″ с. ш. 23°54′30″ в. д.                  |
| 7.  | Закарпатская обл., Тячевский р-н., пгт. Дубово, ул. Мадара          | Ильинский мужской скит — Подробнее                                            |                            |                                                  |
| 8.  |                                                                     | Иоанно-Богословский женский монастырь — Подробнее                             | polyana-mon.church.ua      | 48°16′29″ с. ш. 23°31′32″ в. д.                  |
| 8.  | Закарпатская обл., Хустский р-н., с. Копашнево-Поляна               | Иоанно-Богословский женский монастырь — Подробнее                             |                            |                                                  |
| 9.  |                                                                     | Иоанно-Предтеченский мужской монастырь — Подробнее                            | bedevlya-mon.church.ua     | 48°01′13″ с. ш. 23°38′52″ в. д.                  |
| 9.  | Закарпатская обл., Тячевский р-н., с. Бедевля, ул. Говды, 42        | Иоанно-Предтеченский мужской монастырь — Подробнее                            |                            |                                                  |
| 10. |                                                                     | Иоанно-Предтеченский мужской монастырь — Подробнее                            | roztoky-mon.church.ua      | 48°05′30″ с. ш. 24°16′28″ в. д.                  |
| 10. | Закарпатская обл., Раховский р-н., с. Ростоки (Тысчора)             | Иоанно-Предтеченский мужской монастырь — Подробнее                            |                            |                                                  |
| 11. |                                                                     | Николаевский мужской монастырь — Подробнее                                    | iza-mon.church.ua          | 48°12′24″ с. ш. 23°22′30″ в. д.                  |
| 11. | Закарпатская обл., Хустский р-н., с. Иза-Карповтлаш                 | Николаевский мужской монастырь — Подробнее                                    |                            |                                                  |
| 12. |                                                                     | Пантелеймоновский мужской монастырь — Подробнее                               | gorodilovo-mon.church.ua   | 48°11′39″ с. ш. 23°16′53″ в. д.                  |
| 12. | Закарпатская обл., г. Хуст, ул. Заречная, 100, ур. Колесарево       | Пантелеймоновский мужской монастырь — Подробнее                               |                            |                                                  |
| 13. |                                                                     | Пантелеймоновский женский скит — Подробнее                                    | neresnytsya-mon.church.ua  | 48°07′03″ с. ш. 23°45′51″ в. д. (приблизительно) |
| 13. | Закарпатская обл., Тячевский р-н., с. Нересница (Прикалово)         | Пантелеймоновский женский скит — Подробнее                                    |                            |                                                  |
| 14. |                                                                     | Покровский мужской скит — Подробнее                                           | kolodne-mon.church.ua      | 48°12′01″ с. ш. 23°36′59″ в. д.                  |
| 14. | Закарпатская обл., Тячевский р-н., с. Колодное (Кривец)             | Покровский мужской скит — Подробнее                                           |                            |                                                  |
| 15. |                                                                     | Преображенский мужской монастырь — Подробнее                                  | tereblya-mon.church.ua     | 48°06′35″ с. ш. 23°33′48″ в. д.                  |
| 15. | Закарпатская обл., Тячевский р-н., с. Теребля                       | Преображенский мужской монастырь — Подробнее                                  |                            |                                                  |
| 16. |                                                                     | Рождества Богородицы женский монастырь — Подробнее                            | lipcha-mon.church.ua       | 48°16′37″ с. ш. 23°22′56″ в. д.                  |
| 16. | Закарпатская обл., Хустский р-н., с. Липча, ул. Ленина, 91          | Рождества Богородицы женский монастырь — Подробнее                            |                            |                                                  |
| 17. |                                                                     | Серафимовский женский монастырь — Подробнее                                   | lopukhov-mon.church.ua     | 48°23′47″ с. ш. 24°01′28″ в. д.                  |
| 17. | Закарпатская обл., Тячевский р-н., с. Лопухов, ул. Лесная, 64       | Серафимовский женский монастырь — Подробнее                                   |                            |                                                  |
| 18. |                                                                     | Сергиева пустынь женский монастырь — Подробнее                                | sergievapust-mon.church.ua | 48°02′01″ с. ш. 23°45′35″ в. д.                  |
| 18. | Закарпатская обл., Тячевский р-н., с. Грушево, урочище «Обчина»     | Сергиева пустынь женский монастырь — Подробнее                                |                            |                                                  |
| 19. |                                                                     | Симеоновский мужской монастырь — Подробнее                                    | vinogradov-mon.church.ua   | 48°09′52″ с. ш. 23°02′48″ в. д.                  |
| 19. | Закарпатская обл., Виноградовский р-н., г. Виноградов               | Симеоновский мужской монастырь — Подробнее                                    |                            |                                                  |
| 20. |                                                                     | Стефановский мужской монастырь — Подробнее                                    | kraynikovo-mon.church.ua   | 48°07′01″ с. ш. 23°28′20″ в. д.                  |
| 20. | Закарпатская обл., Хустский р-н., с. Крайниково                     | Стефановский мужской монастырь — Подробнее                                    |                            |                                                  |
| 21. |                                                                     | Троицкий женский монастырь — Подробнее                                        | olhovtsy-mon.church.ua     | 48°06′17″ с. ш. 23°44′38″ в. д.                  |
| 21. | Закарпатская обл., Тячевский р-н., с. Вильховцы, ул. Троицкая, 34   | Троицкий женский монастырь — Подробнее                                        |                            |                                                  |
| 22. |                                                                     | Троицкий мужской монастырь — Подробнее                                        | gorodylovo-mon.church.ua   | 48°12′46″ с. ш. 23°16′39″ в. д.                  |
| 22. | Закарпатская обл., Хустский р-н., г. Хуст, ул. Заречная, 68         | Троицкий мужской монастырь — Подробнее                                        |                            |                                                  |
| 23. |                                                                     | Успенский Углянский женский монастырь — Подробнее                             | uglya-mon.church.ua        | 48°09′09″ с. ш. 23°36′47″ в. д.                  |
| 23. | Закарпатская обл., Тячевский р-н., с. Угля, ул. Шевченко, 14        | Успенский Углянский женский монастырь — Подробнее                             |                            |                                                  |

## Запорожская область(9)

### Бердянская епархия(4)
| 1. |                                                                              | Архангело-Михайловский женский монастырь — Подробнее           | tokmak-mon.church.ua       | 47°11′17″ с. ш. 36°21′33″ в. д. |
| 1. | Запорожская обл., Черниговский р-н., с. Верхний Токмак, ул. Чапаева, 5       | Архангело-Михайловский женский монастырь — Подробнее           |                            |                                 |
| 2. |                                                                              | В честь прп. Амвросия Оптинского мужской монастырь — Подробнее | amvrosievsky-mon.church.ua | 47°15′20″ с. ш. 35°44′35″ в. д. |
| 2. | Запорожская обл., г. Токмак, ул. Володарского, 68                            | В честь прп. Амвросия Оптинского мужской монастырь — Подробнее |                            |                                 |
| 3. |                                                                              | Серафимовский женский монастырь — Подробнее                    | komish-mon.church.ua       | 47°19′54″ с. ш. 36°41′57″ в. д. |
| 3. | Запорожская обл., Куйбышевский р-н., с. Камыш-Заря, ул. Красноармейская, 46а | Серафимовский женский монастырь — Подробнее                    |                            |                                 |
| 4. |                                                                              | Успенский женский монастырь — Подробнее                        | primorskoe-mon.church.ua   | 47°38′34″ с. ш. 35°16′55″ в. д. |
| 4. | Запорожская обл., Васильевский р-н., с. Приморское, ул. Кирова, 1            | Успенский женский монастырь — Подробнее                        |                            |                                 |

### Запорожская епархия(5)
| 1. |                                                                          | В честь прп. Саввы Освященного мужской монастырь — Подробнее | savva.org.ua              | 46°50′02″ с. ш. 35°22′32″ в. д. |
| 1. | Запорожская обл., г. Мелитополь, ул. Воровского, 45                      | В честь прп. Саввы Освященного мужской монастырь — Подробнее |                           |                                 |
| 2. |                                                                          | Елисаветинский женский монастырь — Подробнее                 | kamishevaha-mon.church.ua | 47°43′33″ с. ш. 35°31′00″ в. д. |
| 2. | Запорожская обл., Ореховский р-н., пгт. Камышуваха, ул. Гагарина, 1      | Елисаветинский женский монастырь — Подробнее                 |                           |                                 |
| 3. |                                                                          | Иоанно-Богословский женский монастырь — Подробнее            | ternovatoe-mon.church.ua  | 47°49′54″ с. ш. 36°07′38″ в. д. |
| 3. | Запорожская обл., Новониколаевский р-н., пгт. Терноватое, ул. Плаксы, 53 | Иоанно-Богословский женский монастырь — Подробнее            |                           |                                 |
| 4. |                                                                          | Николаевский женский монастырь — Подробнее                   | nicholashram.zp.ua        | 47°47′45″ с. ш. 35°11′58″ в. д. |
| 4. | г. Запорожье, ул. Тополина, 34а                                          | Николаевский женский монастырь — Подробнее                   |                           |                                 |
| 5. |                                                                          | Тихвинский женский скит — Подробнее                          | plavni-mon.church.ua      | 47°33′46″ с. ш. 35°19′50″ в. д. |
| 5. | Запорожская обл., Васильевский р-н., с. Плавни, ул. Набережная, 89       | Тихвинский женский скит — Подробнее                          |                           |                                 |

## Ивано-Франковская область(3)

### Ивано-Франковская епархия(3)
| 1. |                                                                      | Архангело-Михайловский Угорницкий мужской монастырь — Подробнее | babyanka-mon.church.ua | 48°42′17″ с. ш. 24°50′16″ в. д. |
| 1. | Ивано-Франковская обл., Коломыйский р-н., с. Бабянка, ул. Набережная | Архангело-Михайловский Угорницкий мужской монастырь — Подробнее |                        |                                 |
| 2. |                                                                      | Покровский женский монастырь — Подробнее                        | tuskan-mon.church.ua   | 49°07′36″ с. ш. 24°46′10″ в. д. |
| 2. | Ивано-Франковская обл., Галицкий р-н., с. Тустань                    | Покровский женский монастырь — Подробнее                        |                        |                                 |
| 3. |                                                                      | Троицкий Дуконьский мужской монастырь — Подробнее               | dukonsky-mon.church.ua | 47°53′32″ с. ш. 24°48′55″ в. д. |
| 3. | Ивано-Франковская обл., Верховинский р-н., с. Пробойновка            | Троицкий Дуконьский мужской монастырь — Подробнее               |                        |                                 |

## Киевская область(35)

### Белоцерковская епархия(5)
| 1. |                                                                | В честь вмц. Варвары женский монастырь — Подробнее             | kaharlyk-mon.church.ua     | 49°52′39″ с. ш. 30°49′35″ в. д. |
| 1. | Киевская обл., г. Кагарлык                                     | В честь вмц. Варвары женский монастырь — Подробнее             |                            |                                 |
| 2. |                                                                | В честь равноап. Марии Магдалины женский монастырь — Подробнее | magdalina-mon.church.ua    | 49°47′07″ с. ш. 30°06′52″ в. д. |
| 2. | Киевская обл., г. Белая Церковь, ул. Школьная, 11              | В честь равноап. Марии Магдалины женский монастырь — Подробнее |                            |                                 |
| 3. |                                                                | В честь Царственных мучеников женский монастырь — Подробнее    | monastyrka.org.ua          | 49°31′05″ с. ш. 30°36′55″ в. д. |
| 3. | Киевская обл., Таращанский р-н., с. Кисливка, ул. Садовая, 11а | В честь Царственных мучеников женский монастырь — Подробнее    |                            |                                 |
| 4. |                                                                | Ржищевский Преображенский мужской монастырь — Подробнее        | rj-monastur.at.ua          | 49°58′33″ с. ш. 31°06′00″ в. д. |
| 4. | Киевская обл., Кагарлицкий р-н., г. Ржищев, ул. Воровского, 42 | Ржищевский Преображенский мужской монастырь — Подробнее        |                            |                                 |
| 5. |                                                                | Серафимовский мужской монастырь — Подробнее                    | serafimovsky-mon.church.ua | 49°47′32″ с. ш. 30°06′57″ в. д. |
| 5. | Киевская обл., г. Белая Церковь, ул. Гагарина, 19              | Серафимовский мужской монастырь — Подробнее                    |                            |                                 |

### Бориспольская епархия(5)
| 1. |                                                                 | Архангело-Михайловский мужской монастырь — Подробнее                            | pereyaslav-mon.church.ua | 50°03′56″ с. ш. 31°27′52″ в. д. |
| 1. | Киевская обл., г. Переяслав-Хмельницкий, ул. Московская, 34     | Архангело-Михайловский мужской монастырь — Подробнее                            |                          |                                 |
| 2. |                                                                 | В честь иконы Божией Матери «Живоносный Источник» мужской монастырь — Подробнее | borispol-mon.church.ua   | 50°21′39″ с. ш. 30°56′45″ в. д. |
| 2. | Киевская обл., г. Борисполь, ул. Рабочая, 44                    | В честь иконы Божией Матери «Живоносный Источник» мужской монастырь — Подробнее |                          |                                 |
| 3. |                                                                 | Вознесенский мужской монастырь — Подробнее                                      | voznesen-mon.church.ua   | 50°04′23″ с. ш. 31°27′43″ в. д. |
| 3. | Киевская обл., г. Переяслав-Хмельницкий, ул. Г. Сковороды       | Вознесенский мужской монастырь — Подробнее                                      |                          |                                 |
| 4. |                                                                 | Княжицкий Спасо-Преображенский монастырь монастырь — Подробнее                  | knyazhichi-mon.church.ua | 50°27′42″ с. ш. 30°46′55″ в. д. |
| 4. | Киевская обл., Броварской р-н., с. Княжичи, ул. Максименко, 43а | Княжицкий Спасо-Преображенский монастырь монастырь — Подробнее                  |                          |                                 |
| 5. |                                                                 | Успенский женский монастырь — Подробнее                                         | raykov-mon.church.ua     | 50°18′32″ с. ш. 31°47′23″ в. д. |
| 5. | Киевская обл., Яготинский р-н., с. Райковщина, ул. Победы, 20   | Успенский женский монастырь — Подробнее                                         |                          |                                 |

### Киевская епархия(25)
| 1.  |                                                                           | Архангело-Михайловский Зверинецкий мужской монастырь — Подробнее                                         | zvcaves.kiev.ua            | 50°25′17″ с. ш. 30°33′22″ в. д. |
| 1.  | г. Киев, ул. Мичурина, 20-22                                              | Архангело-Михайловский Зверинецкий мужской монастырь — Подробнее                                         |                            |                                 |
| 2.  |                                                                           | Благовещенский мужской монастырь — Подробнее                                                             | nazaret.in.ua              | 50°22′15″ с. ш. 30°42′03″ в. д. |
| 2.  | г. Киев, пер. Промышленный, 8                                             | Благовещенский мужской монастырь — Подробнее                                                             |                            |                                 |
| 3.  |                                                                           | В честь иконы Божией Матери «Киево-Братская» женский монастырь — Подробнее                               | horenka-mon.church.ua      | 50°33′12″ с. ш. 30°19′25″ в. д. |
| 3.  | Киевская обл., Киево-Святошинский р-н., с. Горенка, ул. Ленина, 71а       | В честь иконы Божией Матери «Киево-Братская» женский монастырь — Подробнее                               |                            |                                 |
| 4.  |                                                                           | В честь иконы Божией Матери «Отрада и Утешение» женский монастырь — Подробнее                            | oiu.church.ua              | 50°03′59″ с. ш. 30°25′08″ в. д. |
| 4.  | Киевская обл., Васильковский р-н., с. Большая Вильшанка, ул. Шевченка, 40 | В честь иконы Божией Матери «Отрада и Утешение» женский монастырь — Подробнее                            |                            |                                 |
| 5.  |                                                                           | В честь иконы Божией Матери «Услышательница» женский монастырь — Подробнее                               | fasova-mon.church.ua       | 50°22′54″ с. ш. 29°48′48″ в. д. |
| 5.  | Киевская обл., Макаровский р-н., с. Фасова                                | В честь иконы Божией Матери «Услышательница» женский монастырь — Подробнее                               |                            |                                 |
| 6.  |                                                                           | В честь мч. Александра Римского мужской скит — Подробнее                                                 | tarasivka-mon.church.ua    | 50°10′55″ с. ш. 31°16′41″ в. д. |
| 6.  | Киевская обл., Барышевский р-н., с. Малая Тарасовка                       | В честь мч. Александра Римского мужской скит — Подробнее                                                 |                            |                                 |
| 7.  |                                                                           | В честь Положения ризы Божией Матери во Влахерне мужской монастырь — Подробнее                           | tomashovka-mon.church.ua   | 50°12′10″ с. ш. 29°49′34″ в. д. |
| 7.  | Киевская обл., Фастовский р-н., с. Томашовка                              | В честь Положения ризы Божией Матери во Влахерне мужской монастырь — Подробнее                           |                            |                                 |
| 8.  |                                                                           | В честь прп. Анастасии Киевской женский монастырь — Подробнее                                            | kovalevka-mon.church.ua    | 49°58′42″ с. ш. 30°00′23″ в. д. |
| 8.  | Киевская обл., Васильковский р-н., с. Ковалевка, ул. Ленина, 26-A         | В честь прп. Анастасии Киевской женский монастырь — Подробнее                                            |                            |                                 |
| 9.  |                                                                           | Ольгинский женский монастырь — Подробнее                                                                 | tomashivka-mon.church.ua   | 50°12′07″ с. ш. 29°49′32″ в. д. |
| 9.  | Киевская обл., Фастовский р-н., с. Томашовка                              | Ольгинский женский монастырь — Подробнее                                                                 |                            |                                 |
| 10. |                                                                           | В честь свт. Михаила Пантелеимоновского на Афоне монастыря ставропигиальное мужское подворье — Подробнее | kiev-afon-mon.church.ua    | 50°26′21″ с. ш. 30°31′32″ в. д. |
| 10. | Печерский р-н., г. Киев, ул. Шелковичная, 39/1                            | В честь свт. Михаила Пантелеимоновского на Афоне монастыря ставропигиальное мужское подворье — Подробнее |                            |                                 |
| 11. |                                                                           | Введенский мужской монастырь — Подробнее                                                                 | vvedenskiy.com.ua          | 50°26′01″ с. ш. 30°32′40″ в. д. |
| 11. | г. Киев, ул. Московская, 42                                               | Введенский мужской монастырь — Подробнее                                                                 |                            |                                 |
| 12. |                                                                           | Вознесенский Флоровский женский монастырь — Подробнее                                                    | florovsky-mon.church.ua    | 50°27′49″ с. ш. 30°30′51″ в. д. |
| 12. | г. Киев, ул. Флоровская, 6/8                                              | Вознесенский Флоровский женский монастырь — Подробнее                                                    |                            |                                 |
| 13. |                                                                           | Киево-Печерская Успенская Лавра — Подробнее                                                              | lavra.ua                   | 50°25′59″ с. ш. 30°33′23″ в. д. |
| 13. | г. Киев, ул. Лаврская, 15, корп. 42                                       | Киево-Печерская Успенская Лавра — Подробнее                                                              |                            |                                 |
| 14. |                                                                           | Кирилловский мужской монастырь — Подробнее                                                               | kirillovsky-mon.church.ua  | 50°28′59″ с. ш. 30°28′20″ в. д. |
| 14. | г. Киев, ул. Фрунзе, 103                                                  | Кирилловский мужской монастырь — Подробнее                                                               |                            |                                 |
| 15. |                                                                           | Николаевский пустынный женский скит — Подробнее                                                          | romanivka-mon.church.ua    | 51°12′32″ с. ш. 29°52′25″ в. д. |
| 15. | Киевская обл., Полесский р-н., с. Романовка                               | Николаевский пустынный женский скит — Подробнее                                                          |                            |                                 |
| 16. |                                                                           | Пантелеймоновский женский монастырь — Подробнее                                                          | feofania.church.ua         | 50°20′53″ с. ш. 30°29′21″ в. д. |
| 16. | г. Киев, ул. Академика Лебедева, 23                                       | Пантелеймоновский женский монастырь — Подробнее                                                          |                            |                                 |
| 17. |                                                                           | Покровский женский монастырь — Подробнее                                                                 | pokrov-kievmon.church.ua   | 50°27′30″ с. ш. 30°29′35″ в. д. |
| 17. | г. Киев, пер. Бехтеревский, 15                                            | Покровский женский монастырь — Подробнее                                                                 |                            |                                 |
| 18. |                                                                           | Покровский Голосеевский мужской монастырь — Подробнее                                                    | goloseevo.com.ua           | 50°22′42″ с. ш. 30°30′31″ в. д. |
| 18. | г. Киев, ул. Полковника Затевахина, 14                                    | Покровский Голосеевский мужской монастырь — Подробнее                                                    |                            |                                 |
| 19. |                                                                           | Преображенский мужской монастырь — Подробнее                                                             | nspm.kiev.ua               | 50°09′01″ с. ш. 30°37′26″ в. д. |
| 19. | Киевская обл., Обуховский р-н., с. Нещеров, ул. Преображенская, 29а       | Преображенский мужской монастырь — Подробнее                                                             |                            |                                 |
| 20. |                                                                           | Преображенский женский монастырь — Подробнее                                                             | spm.org.ua                 | 50°43′27″ с. ш. 29°36′41″ в. д. |
| 20. | Киевская обл., Бородянский р-н., с. Пискивка, ул. Лесная Поляна, 2        | Преображенский женский монастырь — Подробнее                                                             |                            |                                 |
| 21. |                                                                           | Рождества Богородицы в урочище «Церковщина» мужской монастырь — Подробнее                                | tserkovshchina.church.ua   | 50°19′15″ с. ш. 30°32′07″ в. д. |
| 21. | г. Киев, Днепропетровское ш. 3                                            | Рождества Богородицы в урочище «Церковщина» мужской монастырь — Подробнее                                |                            |                                 |
| 22. |                                                                           | Рождества Богородицы Десятинный мужской монастырь — Подробнее                                            | desyatynniy.org            | 50°27′29″ с. ш. 30°31′00″ в. д. |
| 22. | г. Киев, ул. Владимирская, 2                                              | Рождества Богородицы Десятинный мужской монастырь — Подробнее                                            |                            |                                 |
| 23. |                                                                           | Тихвинский Николаевский женский монастырь — Подробнее                                                    | nikolotihvin-mon.church.ua | 50°23′27″ с. ш. 30°31′42″ в. д. |
| 23. | г. Киев, пер. Тихвинский, 1                                               | Тихвинский Николаевский женский монастырь — Подробнее                                                    |                            |                                 |
| 24. |                                                                           | Троицкий Ионинский мужской монастырь — Подробнее                                                         | iona.kiev.ua               | 50°24′57″ с. ш. 30°33′45″ в. д. |
| 24. | г. Киев, ул. Тимирязовская, 1                                             | Троицкий Ионинский мужской монастырь — Подробнее                                                         |                            |                                 |
| 25. |                                                                           | Троицкий Китаевский мужской монастырь — Подробнее                                                        | kitaevo.church.ua          | 50°22′03″ с. ш. 30°32′28″ в. д. |
| 25. | г. Киев, вул. Китаевская, 15                                              | Троицкий Китаевский мужской монастырь — Подробнее                                                        |                            |                                 |

## Кировоградская область(3)

### Александрийская епархия(2)
| 1. |                                                              | Богоявленский женский монастырь — Подробнее | dikovka-mon.church.ua | 48°46′24″ с. ш. 32°50′37″ в. д. |
| 1. | Кировоградская обл., Знаменский р-н., с. Диковка             | Богоявленский женский монастырь — Подробнее |                       |                                 |
| 2. |                                                              | Покровский мужской монастырь — Подробнее    | aleks-mon.church.ua   | 48°41′14″ с. ш. 33°07′04″ в. д. |
| 2. | Кировоградская обл., г. Александрия, ул. Кременчугская, 107а | Покровский мужской монастырь — Подробнее    |                       |                                 |

### Кировоградская епархия(1)
| 1. |                                      | Елисаветинский мужской монастырь — Подробнее | elisavetamonastir.church.ua | 48°31′26″ с. ш. 32°13′54″ в. д. |
| 1. | г. Кропивницкий, ул. Днепровская, 62 | Елисаветинский мужской монастырь — Подробнее |                             |                                 |

## Крым(22)

### Джанкойская епархия(1)
| 1. |                                  | Преображенский мужской монастырь — Подробнее | razdolnoe-mon.church.ua | 45°46′03″ с. ш. 33°28′50″ в. д. |
| 1. | Крым, пгт. Раздольное, ул. Южная | Преображенский мужской монастырь — Подробнее |                         |                                 |

### Киевская епархия(1)
| 1. |                                                         | В честь прп. Паисия Величковского ставропигиальный мужской монастырь — Подробнее | paisiy-mon.church.ua | 44°31′15″ с. ш. 33°42′49″ в. д. |
| 1. | Крым, Балаклавский р-н., с. Морозовка, пер. Ключевой, 6 | В честь прп. Паисия Величковского ставропигиальный мужской монастырь — Подробнее |                      |                                 |

### Симферопольская епархия(18)
| 1.  |                                                                                   | Благовещенский Мангупский мужской монастырь — Подробнее         | mangup-mon.church.ua                                                      | 44°35′24″ с. ш. 33°48′10″ в. д.                  |
| 1.  | Крым, Бахчисарайский р-н., с. Залесное, гора Мангуп, южный склон                  | Благовещенский Мангупский мужской монастырь — Подробнее         |                                                                           |                                                  |
| 2.  |                                                                                   | Благовещенское мужское подворье — Подробнее                     | partenit-mon.church.ua                                                    | 44°34′46″ с. ш. 34°20′44″ в. д.                  |
| 2.  | Крым, Алуштинский р-н., пгт. Партенит, пл. Иоанна Готфского, Фрунзенское шоссе 1а | Благовещенское мужское подворье — Подробнее                     |                                                                           |                                                  |
| 3.  |                                                                                   | В честь ап. Луки мужской монастырь — Подробнее                  | goryanka-mon.church.ua                                                    | 44°39′56″ с. ш. 33°57′11″ в. д.                  |
| 3.  | Крым, Бахчисарайский р-н., с. Горянка                                             | В честь ап. Луки мужской монастырь — Подробнее                  |                                                                           |                                                  |
| 4.  |                                                                                   | В честь вмц. Анастасии Узорешительницы мужской скит — Подробнее | bashtanivka-mon.church.ua                                                 | 44°41′54″ с. ш. 33°53′02″ в. д.                  |
| 4.  | Крым, Бахчисарайский р-н., с. Баштановка, ущелье Качи-Кальон                      | В честь вмц. Анастасии Узорешительницы мужской скит — Подробнее |                                                                           |                                                  |
| 5.  |                                                                                   | Свято-Параскевский Топловский женский монастырь — Подробнее     | toplovskyi.ru                                                             | 45°00′00″ с. ш. 34°52′40″ в. д.                  |
| 5.  | Крым, Белогорский р-н., с. Учебное                                                | Свято-Параскевский Топловский женский монастырь — Подробнее     |                                                                           |                                                  |
| 6.  |                                                                                   | В честь вмч. Феодора Стратилата мужской монастырь — Подробнее   | feodor.church.ua                                                          | 44°37′52″ с. ш. 33°49′51″ в. д.                  |
| 6.  | Крым, Бахчисарайский р-н., с. Малосадовое (Чильтер-Коба), ул. Санаторная          | В честь вмч. Феодора Стратилата мужской монастырь — Подробнее   |                                                                           |                                                  |
| 7.  |                                                                                   | В честь Корсунской иконы Божией Матери женский скит — Подробнее | sapun-gora-mon.church.ua                                                  | 44°32′30″ с. ш. 33°34′40″ в. д.                  |
| 7.  | Крым, Балаклавский р-н., г. Севастополь, массив «Сапун-гора», СТ «Импульс»        | В честь Корсунской иконы Божией Матери женский скит — Подробнее |                                                                           |                                                  |
| 8.  |                                                                                   | В честь прп. Лазаря Муромского мужской монастырь — Подробнее    | lazar-mon.church.ua                                                       | 44°49′23″ с. ш. 33°59′47″ в. д.                  |
| 8.  | Крым, Бахчисарайский р-н., с. Скалистое (Бакла), пер. Шалфейный, 7                | В честь прп. Лазаря Муромского мужской монастырь — Подробнее    |                                                                           |                                                  |
| 9.  |                                                                                   | В честь прп. Саввы Освященного мужской монастырь — Подробнее    | savvynsky-mon.church.ua                                                   | 44°35′43″ с. ш. 33°44′02″ в. д.                  |
| 9.  | Крым, Балаклавский р-н., с. Терновка (Чильтер-Мармара)                            | В честь прп. Саввы Освященного мужской монастырь — Подробнее    |                                                                           |                                                  |
| 10. |                                                                                   | Георгиевский Балаклавский мужской монастырь — Подробнее         | georgievsky-mon.church.ua                                                 | 44°30′22″ с. ш. 33°30′33″ в. д.                  |
| 10. | Крым, г. Севастополь, мыс Фиолент                                                 | Георгиевский Балаклавский мужской монастырь — Подробнее         |                                                                           |                                                  |
| 11. |                                                                                   | Климентовский Инкерманский мужской монастырь — Подробнее        | inkerman-mon.church.ua                                                    | 44°36′14″ с. ш. 33°36′27″ в. д.                  |
| 11. | Крым, Инкерман р-н., г. Севастополь                                               | Климентовский Инкерманский мужской монастырь — Подробнее        |                                                                           |                                                  |
| 12. |                                                                                   | Космо-Дамиановский мужской монастырь — Подробнее                | monastyr-kid.ru                                                           | 44°39′53″ с. ш. 34°16′10″ в. д.                  |
| 12. | Крым, г. Алушта, Крымский природный заповедник                                    | Космо-Дамиановский мужской монастырь — Подробнее                |                                                                           |                                                  |
| 13. |                                                                                   | Николаевский мужской монастырь — Подробнее                      | kholmovka-mon.church.ua                                                   | 44°39′35″ с. ш. 33°45′14″ в. д.                  |
| 13. | Крым, Бахчисарайский р-н., с. Холмовка                                            | Николаевский мужской монастырь — Подробнее                      |                                                                           |                                                  |
| 14. |                                                                                   | Покровский мужской монастырь — Подробнее                        | shuldan-mon.church.ua Архивная копия от 23 апреля 2019 на Wayback Machine | 44°35′29″ с. ш. 33°46′18″ в. д.                  |
| 14. | Крым, Балаклавский р-н., с. Терновка (Шулдан)                                     | Покровский мужской монастырь — Подробнее                        |                                                                           |                                                  |
| 15. |                                                                                   | Преображенский мужской скит — Подробнее                         | ternivka-mon.church.ua                                                    | 44°33′32″ с. ш. 33°47′19″ в. д.                  |
| 15. | Крым, Севастопольский р-н., с. Терновка                                           | Преображенский мужской скит — Подробнее                         |                                                                           |                                                  |
| 16. |                                                                                   | Рождества Христова мужское подворье — Подробнее                 | krasnyy-mak-mon.church.ua                                                 | 44°38′37″ с. ш. 33°46′50″ в. д. (приблизительно) |
| 16. | Крым, Бахчисарайский р-н., с. Красный Мак, ул. Ленина, 109                        | Рождества Христова мужское подворье — Подробнее                 |                                                                           |                                                  |
| 17. |                                                                                   | Троицкий женский монастырь — Подробнее                          | troitsky-mon.church.ua                                                    | 44°56′55″ с. ш. 34°06′14″ в. д.                  |
| 17. | г. Симферополь, ул. Одесская, 12                                                  | Троицкий женский монастырь — Подробнее                          |                                                                           |                                                  |
| 18. |                                                                                   | Успенский Анастасиевский мужской монастырь — Подробнее          | lavra.crimea.ua                                                           | 44°44′43″ с. ш. 33°54′38″ в. д.                  |
| 18. | Крым, Бахчисарайский р-н., г. Бахчисарай, ул. Босенко, 57а                        | Успенский Анастасиевский мужской монастырь — Подробнее          |                                                                           |                                                  |

### Феодосийская епархия(2)
| 1. |                                                      | Кизилташский Стефановский мужской монастырь — Подробнее | kiziltash.org         | 44°56′00″ с. ш. 35°04′24″ в. д. |
| 1. | Крым, Судакский р-н., с. Краснокаменка, ул. Крымская | Кизилташский Стефановский мужской монастырь — Подробнее |                       |                                 |
| 2. |                                                      | Георгиевский Катерлезский женский монастырь — Подробнее | voykovo-mon.church.ua | 45°23′35″ с. ш. 36°26′33″ в. д. |
| 2. | Крым, Ленинский р-н., с. Войково, ул. Степная        | Георгиевский Катерлезский женский монастырь — Подробнее |                       |                                 |

## Луганская область(10)

### Донецкая епархия(1)
| 1. |                                                                        | В честь свт. Феодосия Черниговского мужской скит — Подробнее | karmazynovka-mon.church.ua | 49°18′24″ с. ш. 38°01′07″ в. д. |
| 1. | Луганская обл., Сватовский р-н., с. Кармазиновка, ул. Первомайская, 53 | В честь свт. Феодосия Черниговского мужской скит — Подробнее |                            |                                 |

### Луганская епархия(5)
| 1. |                                                                             | В честь Иверской иконы Божией Матери женская община — Подробнее | aidar-mon.church.ua        | 48°43′24″ с. ш. 39°11′06″ в. д. |
| 1. | Луганская обл., Станично-Луганский р-н., с. Старый Айдар, ул. Кольцевая, 12 | В честь Иверской иконы Божией Матери женская община — Подробнее |                            |                                 |
| 2. |                                                                             | В честь стртп. кн. Ольги женский монастырь — Подробнее          | cerkovnoe.church.ua        | 48°32′33″ с. ш. 39°20′24″ в. д. |
| 2. | г. Луганск, ул. Краснодонская, 8а. Онкодиспансер                            | В честь стртп. кн. Ольги женский монастырь — Подробнее          |                            |                                 |
| 3. |                                                                             | Вознесенский мужской монастырь — Подробнее                      | monastyr.lg.ua             | 48°37′37″ с. ш. 38°50′17″ в. д. |
| 3. | Луганская обл., Славяносербский р-н., с. Хорошее, ул. Кирова, 23а           | Вознесенский мужской монастырь — Подробнее                      |                            |                                 |
| 4. |                                                                             | Иоанно-Предтеченский мужской монастырь — Подробнее              | chuginka-mon.church.ua     | 48°55′23″ с. ш. 39°40′18″ в. д. |
| 4. | Луганская обл., Станично-Луганский р-н., с. Чугинка, ул. Ленина, 11б        | Иоанно-Предтеченский мужской монастырь — Подробнее              |                            |                                 |
| 5. |                                                                             | Рождества Богородицы женский монастырь — Подробнее              | krasnuyderkul.blogspot.com | 48°51′16″ с. ш. 39°49′31″ в. д. |
| 5. | Луганская обл., Станично-Луганский р-н., с. Красный Деркул                  | Рождества Богородицы женский монастырь — Подробнее              |                            |                                 |

### Ровеньковская епархия(1)
| 1. |                                                                    | Андреевский мужской монастырь — Подробнее | andreevsky-mon.church.ua | 48°20′23″ с. ш. 39°25′18″ в. д. |
| 1. | Луганская обл., Лутугинский р-н., с. Первозвановка, ул. Ленина, 33 | Андреевский мужской монастырь — Подробнее |                          |                                 |

### Северодонецкая епархия(3)
| 1. |                                                                       | В честь иконы Божией Матери «Всех скорбящих Радость» Старобелский женский монастырь — Подробнее | starobelsk-mon.church.ua | 49°16′36″ с. ш. 38°53′58″ в. д. |
| 1. | Луганская обл., г. Старобельск, ул. Кирова, 43                        | В честь иконы Божией Матери «Всех скорбящих Радость» Старобелский женский монастырь — Подробнее |                          |                                 |
| 2. |                                                                       | В честь прп. Сергия Радонежского мужской монастырь — Подробнее                                  | kremennaya-mon.church.ua | 49°02′10″ с. ш. 38°13′07″ в. д. |
| 2. | Луганская обл., г. Кременная, ул. Декабристов, 1а                     | В честь прп. Сергия Радонежского мужской монастырь — Подробнее                                  |                          |                                 |
| 3. |                                                                       | Ильинский мужской монастырь — Подробнее                                                         | varvarovka-mon.church.ua | 49°04′20″ с. ш. 38°24′38″ в. д. |
| 3. | Луганская обл., Кременской р-н., с. Варваровка, ул. Комсомольская, 39 | Ильинский мужской монастырь — Подробнее                                                         |                          |                                 |

## Львовская область(2)

### Львовская епархия(2)
| 1. |                                               | Онуфриевский мужской монастырь — Подробнее   | onufrievsky-mon.church.ua | 49°01′58″ с. ш. 23°06′24″ в. д. |
| 1. | Львовская обл., Турковский р-н., с. Межигорье | Онуфриевский мужской монастырь — Подробнее   |                           |                                 |
| 2. |                                               | Преображенский женский монастырь — Подробнее | lvov-mon.church.ua        | 49°50′01″ с. ш. 24°02′24″ в. д. |
| 2. | г. Львов, ул. Пекарська, 6, кв. 1             | Преображенский женский монастырь — Подробнее |                           |                                 |

## Николаевская область(2)

### Николаевская епархия(2)
| 1. |                                                        | Архангело-Михайловский Пелагеевский женский монастырь — Подробнее | pelageevka-mon.church.ua   | 47°43′50″ с. ш. 32°21′12″ в. д. |
| 1. | Николаевская обл., Новобугский р-н., с. Пелагеевка     | Архангело-Михайловский Пелагеевский женский монастырь — Подробнее |                            |                                 |
| 2. |                                                        | Константино-Еленинский мужской монастырь — Подробнее              | konstantinov-mon.church.ua | 46°59′17″ с. ш. 32°18′46″ в. д. |
| 2. | Николаевская обл., Октябрьский р-н., с. Константиновка | Константино-Еленинский мужской монастырь — Подробнее              |                            |                                 |

## Одесская область(18)

### Балтская епархия(2)
| 1. |                                                              | В честь иконы Божией Матери «Всех скорбящих радость» женский монастырь — Подробнее | vsehskorbradoste.church.ua | 46°53′45″ с. ш. 30°25′44″ в. д. |
| 1. | Одесская обл., Ивановский р-н., с. Белка, ул. Стрекалова, 70 | В честь иконы Божией Матери «Всех скорбящих радость» женский монастырь — Подробнее |                            |                                 |
| 2. |                                                              | Покровский Балтско-Феодосиевский мужской монастырь — Подробнее                     | monastir-balta.church.ua   | 47°55′37″ с. ш. 29°37′34″ в. д. |
| 2. | Одесская обл., г. Балта, ул. Уварова, 106                    | Покровский Балтско-Феодосиевский мужской монастырь — Подробнее                     |                            |                                 |

### Одесская епархия(16)
| 1.  |                                                                   | Архангело-Михайловский женский монастырь — Подробнее               | mihalovskiy.church.ua      | 46°28′30″ с. ш. 30°45′07″ в. д.                  |
| 1.  | г. Одесса, ул. Успенская, 4б                                      | Архангело-Михайловский женский монастырь — Подробнее               |                            |                                                  |
| 2.  |                                                                   | В честь Иверской иконы Божией Матери мужской монастырь — Подробнее | iverskiy.od.ua             | 46°24′37″ с. ш. 30°41′58″ в. д.                  |
| 2.  | г. Одесса, пр-т. Маршала Жукова, 10/10                            | В честь Иверской иконы Божией Матери мужской монастырь — Подробнее |                            |                                                  |
| 3.  |                                                                   | В честь иконы Божией Матери «Всецарица» мужской скит — Подробнее   | pantanasa-od-mon.church.ua | 46°27′49″ с. ш. 30°41′20″ в. д.                  |
| 3.  | г. Одесса, ул. Василия Стуса, 2Б/11                               | В честь иконы Божией Матери «Всецарица» мужской скит — Подробнее   |                            |                                                  |
| 4.  |                                                                   | Вознесенский женский скит — Подробнее                              | voznesenskiy-mon.church.ua | 46°29′51″ с. ш. 30°42′21″ в. д.                  |
| 4.  | г. Одесса, ул. Ширшова, 20                                        | Вознесенский женский скит — Подробнее                              |                            |                                                  |
| 5.  |                                                                   | Воскресенский Теплодарский женский монастырь — Подробнее           | teplodar-mon.church.ua     | 46°30′24″ с. ш. 30°19′30″ в. д.                  |
| 5.  | Одесская обл., пгт. Теплодар, ул. Энергетиков, 38                 | Воскресенский Теплодарский женский монастырь — Подробнее           |                            |                                                  |
| 6.  |                                                                   | Ильинский мужской монастырь — Подробнее                            | iliya-monastery.org        | 46°28′13″ с. ш. 30°44′28″ в. д.                  |
| 6.  | г. Одесса, ул. Пушкинская, 79                                     | Ильинский мужской монастырь — Подробнее                            |                            |                                                  |
| 7.  |                                                                   | Иоанно-Предтеченский мужской скит — Подробнее                      | lozove-mon.church.ua       | 46°56′40″ с. ш. 30°13′24″ в. д. (приблизительно) |
| 7.  | Одесская обл., Раздельнянский р-н., с. Лозовое                    | Иоанно-Предтеченский мужской скит — Подробнее                      |                            |                                                  |
| 8.  |                                                                   | Константино-Еленинский мужской монастырь — Подробнее               | golos-obitely.prihod.ru    | 45°20′23″ с. ш. 28°50′22″ в. д.                  |
| 8.  | Одесская обл., г. Измаил, ул. Папанина, 42                        | Константино-Еленинский мужской монастырь — Подробнее               |                            |                                                  |
| 9.  |                                                                   | Николаевский мужской монастырь — Подробнее                         | nikizmail-mon.church.ua    | 45°20′29″ с. ш. 28°48′33″ в. д.                  |
| 9.  | Одесская обл., г. Измаил, ул. Матросская, 23                      | Николаевский мужской монастырь — Подробнее                         |                            |                                                  |
| 10. |                                                                   | Пантелеймоновский мужской монастырь — Подробнее                    | panteleimon-od.church.ua   | 46°28′11″ с. ш. 30°44′23″ в. д.                  |
| 10. | г. Одесса, ул. Пантелеймоновская, 66                              | Пантелеймоновский мужской монастырь — Подробнее                    |                            |                                                  |
| 11. |                                                                   | Покровский мужской скит — Подробнее                                | marinovka-mon.church.ua    | 46°45′02″ с. ш. 30°31′54″ в. д.                  |
| 11. | Одесская обл., Беляевский р-н., с. Мариновка                      | Покровский мужской скит — Подробнее                                |                            |                                                  |
| 12. |                                                                   | Преображенский Борисовский женский монастырь — Подробнее           | borisovka-mon.church.ua    | 45°45′15″ с. ш. 29°37′06″ в. д.                  |
| 12. | Одесская обл., Татарбунарский р-н., с. Борисовка                  | Преображенский Борисовский женский монастырь — Подробнее           |                            |                                                  |
| 13. |                                                                   | Рождества Богородицы женский монастырь — Подробнее                 | aleksandro-mon.church.ua   | 45°55′41″ с. ш. 28°55′46″ в. д.                  |
| 13. | Одесская обл., Болградский р-н., с. Александровка                 | Рождества Богородицы женский монастырь — Подробнее                 |                            |                                                  |
| 14. |                                                                   | Рождества Богородицы женский скит — Подробнее                      | baranovo-mon.church.ua     | 46°56′17″ с. ш. 30°24′32″ в. д.                  |
| 14. | Одесская обл., Ивановский р-н., с. Бараново, ул. Кооперативная, 1 | Рождества Богородицы женский скит — Подробнее                      |                            |                                                  |
| 15. |                                                                   | Рождества Христова мужской скит — Подробнее                        | male-mon.church.ua         | 46°44′28″ с. ш. 30°29′46″ в. д.                  |
| 15. | Одесская обл., Раздельнянский р-н., с. Малое                      | Рождества Христова мужской скит — Подробнее                        |                            |                                                  |
| 16. |                                                                   | Успенский мужской монастырь — Подробнее                            | uspen-odessa-mon.church.ua | 46°22′46″ с. ш. 30°44′40″ в. д.                  |
| 16. | г. Одесса, пер. Монастырский, 6                                   | Успенский мужской монастырь — Подробнее                            |                            |                                                  |

## Полтавская область(5)

### Кременчугская епархия(2)
| 1. |                                                   | Антоние-Феодосиевский Потоцкий мужской монастырь — Подробнее     | pototsky-mon.church.ua    | 49°07′23″ с. ш. 33°36′11″ в. д. |
| 1. | Полтавская обл., Кременчугский р-н., с. Дмитровка | Антоние-Феодосиевский Потоцкий мужской монастырь — Подробнее     |                           |                                 |
| 2. |                                                   | Рождества Богородицы Козельщинский женский монастырь — Подробнее | kozelshchin-mon.church.ua | 49°12′55″ с. ш. 33°51′09″ в. д. |
| 2. | Полтавская обл., пгт. Козельщина, ул. Ленина, 25  | Рождества Богородицы Козельщинский женский монастырь — Подробнее |                           |                                 |

### Полтавская епархия(3)
| 1. |                                                                         | Крестовоздвиженский женский монастырь — Подробнее         | krestpoltava-mon.church.ua | 49°35′46″ с. ш. 34°34′36″ в. д. |
| 1. | г. Полтава, ул. Свердлова, 2в                                           | Крестовоздвиженский женский монастырь — Подробнее         |                            |                                 |
| 2. |                                                                         | Преображенский Мгарский мужской монастырь — Подробнее     | mgarsky-monastery.org      | 50°01′51″ с. ш. 33°03′19″ в. д. |
| 2. | Полтавская обл., Лубенской р-н., с. Мгар                                | Преображенский Мгарский мужской монастырь — Подробнее     |                            |                                 |
| 3. |                                                                         | Троицкий Велико-Будищанский женский монастырь — Подробнее | velikobud-mon.church.ua    | 49°51′22″ с. ш. 34°37′39″ в. д. |
| 3. | Полтавская обл., Диканский р-н., с. Писаревщина, ул. Техникумовская, 28 | Троицкий Велико-Будищанский женский монастырь — Подробнее |                            |                                 |

## Ровенская область(20)

### Московская епархия(1)
| 1. |                                            | Троицкий Корецкий ставропигиальный (патриарший) женский монастырь — Подробнее | koretz.cerkov.ru | 50°37′09″ с. ш. 27°09′55″ в. д. |
| 1. | Ровенская обл., г. Корец, ул. Киевская, 56 | Троицкий Корецкий ставропигиальный (патриарший) женский монастырь — Подробнее |                  |                                 |

### Ровенская епархия(14)
| 1.  |                                                                                          | Благовещенский женский монастырь — Подробнее                       | andrusiiv-mon.church.ua   | 50°39′26″ с. ш. 26°46′10″ в. д. |
| 1.  | Гощанский район, село Андрусиев                                                          | Благовещенский женский монастырь — Подробнее                       |                           |                                 |
| 2.  |                                                                                          | В честь вмц. Варвары мужской скит — Подробнее                      | old-korets-mon.church.ua  | 50°35′49″ с. ш. 27°11′03″ в. д. |
| 2.  | Корецкий район, село Старый Корец                                                        | В честь вмц. Варвары мужской скит — Подробнее                      |                           |                                 |
| 3.  |                                                                                          | В честь Жен-мироносиц женский скит — Подробнее                     | symoniv-mon.church.ua     | 50°34′17″ с. ш. 26°39′45″ в. д. |
| 3.  | Гощанский район, село Симонов                                                            | В честь Жен-мироносиц женский скит — Подробнее                     |                           |                                 |
| 4.  |                                                                                          | В честь Иверской иконы Божией Матери женский монастырь — Подробнее | golubi-mon.church.ua      | 50°11′02″ с. ш. 25°46′25″ в. д. |
| 4.  | Дубенский район, село Голуби, ул. Ивана Франко, 2                                        | В честь Иверской иконы Божией Матери женский монастырь — Подробнее |                           |                                 |
| 5.  |                                                                                          | В честь прав. Анны женский скит — Подробнее                        | onyshkivtsi-mon.church.ua | 50°10′49″ с. ш. 25°35′43″ в. д. |
| 5.  | Дубенский район, село Онишковцы                                                          | В честь прав. Анны женский скит — Подробнее                        |                           |                                 |
| 6.  |                                                                                          | В честь Собора двенадцати апостолов женский скит — Подробнее       | rogachiv-mon.church.ua    | 50°41′58″ с. ш. 26°07′55″ в. д. |
| 6.  | Ровенская обл., Ровенский р-н., с. Рогачев, ул. Мира, 12а                                | В честь Собора двенадцати апостолов женский скит — Подробнее       |                           |                                 |
| 7.  |                                                                                          | Вознесенский женский скит — Подробнее                              | mlyniv-mon.church.ua      | 50°30′22″ с. ш. 25°36′43″ в. д. |
| 7.  | Ровенская обл., пгт. Млинов, ул. 17 Сентября, 17                                         | Вознесенский женский скит — Подробнее                              |                           |                                 |
| 8.  |                                                                                          | Георгиевское женское подворье — Подробнее                          | rivne-mon.church.ua       | 50°37′30″ с. ш. 26°13′28″ в. д. |
| 8.  | г. Ровно, ул. Соборная, 225а                                                             | Георгиевское женское подворье — Подробнее                          |                           |                                 |
| 9.  |                                                                                          | Николаевский Городокский женский монастырь — Подробнее             | gorodok-monastyr.org.ua   | 50°41′14″ с. ш. 26°10′26″ в. д. |
| 9.  | Ровенская обл., Ровенский р-н., с. Городок, ул. Монастырская, 1                          | Николаевский Городокский женский монастырь — Подробнее             |                           |                                 |
| 10. |                                                                                          | Покровский Гощанский женский монастырь — Подробнее                 | goshcha-mon.church.ua     | 50°35′51″ с. ш. 26°40′15″ в. д. |
| 10. | Ровенская обл., пгт. Гоща, ул. Шевченко, 3                                               | Покровский Гощанский женский монастырь — Подробнее                 |                           |                                 |
| 11. |                                                                                          | Рождества Богородицы Белевский женский монастырь — Подробнее       | belevsky-mon.church.ua    | 50°41′00″ с. ш. 26°01′37″ в. д. |
| 11. | Ровенская обл., Ровенский р-н., с. Белевские Хутора, п/в Бронники, ул. Монастырская, 29а | Рождества Богородицы Белевский женский монастырь — Подробнее       |                           |                                 |
| 12. |                                                                                          | Троицкий Дерманский женский монастырь — Подробнее                  | dermansky-mon.church.ua   | 50°22′03″ с. ш. 26°14′15″ в. д. |
| 12. | Ровенская обл., Здолбуновский р-н., с. Дермань-2, ул. Феодорова, 2                       | Троицкий Дерманский женский монастырь — Подробнее                  |                           |                                 |
| 13. |                                                                                          | Троицкий Межирицкий мужской монастырь — Подробнее                  | mezhyrich-mon.com.ua      | 50°18′25″ с. ш. 26°29′21″ в. д. |
| 13. | Ровенская обл., Острожский р-н., с. Межырич, ул. Мистечко, 43                            | Троицкий Межирицкий мужской монастырь — Подробнее                  |                           |                                 |
| 14. |                                                                                          | Успенский мужской монастырь — Подробнее                            | lipsky-mon.church.ua      | 50°40′09″ с. ш. 26°46′05″ в. д. |
| 14. | Ровенская обл., Гощанский р-н., с. Липки, пер. Монастырский, 1                           | Успенский мужской монастырь — Подробнее                            |                           |                                 |

### Сарненская епархия(5)
| 1. |                                                                                       | В честь Волынской иконы Божией Матери женский монастырь — Подробнее                         | volynicon-mon.church.ua    | 51°48′54″ с. ш. 26°13′50″ в. д.                  |
| 1. | Ровенская обл., Заречнянский р-н., с. Серники                                         | В честь Волынской иконы Божией Матери женский монастырь — Подробнее                         |                            |                                                  |
| 2. |                                                                                       | В честь Иверской иконы Божией Матери женский монастырь — Подробнее                          | glinnoe-mon.church.ua      | 51°33′10″ с. ш. 27°22′40″ в. д.                  |
| 2. | Ровенская обл., Рокитновский р-н., с. Глинное, ур."Юзефин"                            | В честь Иверской иконы Божией Матери женский монастырь — Подробнее                          |                            |                                                  |
| 3. |                                                                                       | В честь иконы Божией Матери «Живоносный Источник» Федоринский мужской монастырь — Подробнее | masevichi-mon.church.ua    | 51°14′08″ с. ш. 27°13′23″ в. д. (приблизительно) |
| 3. | Ровенская обл., Рокитновский р-н., с. Масевычи (урочище «Федорино»), ул. Полесская, 8 | В честь иконы Божией Матери «Живоносный Источник» Федоринский мужской монастырь — Подробнее |                            |                                                  |
| 4. |                                                                                       | Покровский мужской монастырь — Подробнее                                                    | hotyn-mon.church.ua        | 50°56′50″ с. ш. 26°51′31″ в. д.                  |
| 4. | Ровенская обл., Березновский р-н., с. Хотынь                                          | Покровский мужской монастырь — Подробнее                                                    |                            |                                                  |
| 5. |                                                                                       | Покровский мужской монастырь — Подробнее                                                    | tseptsevichi-mon.church.ua | 51°22′51″ с. ш. 26°22′58″ в. д.                  |
| 5. | Ровенская обл., Владимирецкий р-н., с. Большие Цепцевычи, ул. Вишнева, 20             | Покровский мужской монастырь — Подробнее                                                    |                            |                                                  |

## Сумская область(6)

### Киевская епархия(1)
| 1. |                                            | Рождества Богородицы (Глинская пустынь) ставропигиальный мужской монастырь — Подробнее | glynskaya-pustyn.church.ua | 51°36′06″ с. ш. 34°04′48″ в. д. |
| 1. | Сумская обл., Глуховский р-н., с. Сосновка | Рождества Богородицы (Глинская пустынь) ставропигиальный мужской монастырь — Подробнее |                            |                                 |

### Конотопская епархия(4)
| 1. |                                                                   | В честь сщмч. Харлампия женский монастырь — Подробнее                    | hamaliyivka-mon.church.ua  | 51°50′32″ с. ш. 33°34′40″ в. д. |
| 1. | Сумская обл., Шосткинский р-н., с. Гамалеевка                     | В честь сщмч. Харлампия женский монастырь — Подробнее                    |                            |                                 |
| 2. |                                                                   | Николаевское женское подворье — Подробнее                                | putyvl-mon.church.ua       | 51°20′06″ с. ш. 33°51′31″ в. д. |
| 2. | Сумская обл., Путивльский р-н., г. Путивль, ул. Первомайская, 102 | Николаевское женское подворье — Подробнее                                |                            |                                 |
| 3. |                                                                   | Рождества Богородицы Молченский Печерский женский монастырь — Подробнее  | molchensky-monastyr.org.ua | 51°19′37″ с. ш. 33°52′29″ в. д. |
| 3. | Сумская обл., г. Путивль, ул. Сеймская, 1/1                       | Рождества Богородицы Молченский Печерский женский монастырь — Подробнее  |                            |                                 |
| 4. |                                                                   | Рождества Богородицы Софрониево-Молченский мужской монастырь — Подробнее | sofronieva-mon.church.ua   | 51°20′32″ с. ш. 34°09′13″ в. д. |
| 4. | Сумская обл., Путивльский р-н., с. Новая Слобода                  | Рождества Богородицы Софрониево-Молченский мужской монастырь — Подробнее |                            |                                 |

### Сумская епархия(1)
| 1. |                                                                   | Троицкий Ахтырский мужской монастырь — Подробнее | ahtyr.org | 50°18′46″ с. ш. 34°50′10″ в. д. |
| 1. | Сумская обл., Охтырский р-н., с. Чернетчина, ул. Монастырская, 1а | Троицкий Ахтырский мужской монастырь — Подробнее |           |                                 |

## Тернопольская область(4)

### Киевская епархия(1)
| 1. |                                                                       | Почаевская Успенская Лавра — Подробнее | pochaev.org.ua | 50°00′18″ с. ш. 25°30′32″ в. д. |
| 1. | Тернопольская обл., Кременецкий р-н., г. Почаев, ул. Воссоединения, 8 | Почаевская Успенская Лавра — Подробнее |                |                                 |

### Тернопольская епархия(3)
| 1. |                                                                  | Богоявленский Кременецкий женский монастырь — Подробнее                 | kremenets-mon.church.ua   | 50°06′10″ с. ш. 25°43′41″ в. д. |
| 1. | Тернопольская обл., г. Кременец, ул. Дубенская, 2                | Богоявленский Кременецкий женский монастырь — Подробнее                 |                           |                                 |
| 2. |                                                                  | В честь свт. Иоанна Милостивого Загаецкий мужской монастырь — Подробнее | zagaetsky-mon.church.ua   | 50°00′35″ с. ш. 26°02′08″ в. д. |
| 2. | Тернопольская обл., Шумский р-н., с. Малые Загайцы               | В честь свт. Иоанна Милостивого Загаецкий мужской монастырь — Подробнее |                           |                                 |
| 3. |                                                                  | Свято-Духовский Почаевский мужской монастырь — Подробнее                | sv-duhovsky-mon.church.ua | 49°59′45″ с. ш. 25°32′44″ в. д. |
| 3. | Тернопольская обл., Кременецкий р-н., г. Почаев, ул. Липовая, 51 | Свято-Духовский Почаевский мужской монастырь — Подробнее                |                           |                                 |

## Харьковская область(5)

### Изюмская епархия(3)
| 1. |                                                             | Борисо-Глебский женский монастырь — Подробнее                        | borisogleb-mon.church.ua | 49°47′24″ с. ш. 36°21′00″ в. д. |
| 1. | Харьковская обл., Змиевский р-н., с. Водяное, ул. Ленина, 1 | Борисо-Глебский женский монастырь — Подробнее                        |                          |                                 |
| 2. |                                                             | В честь Песчанской иконы Божией Матери мужской монастырь — Подробнее | izyum-mon.church.ua      | 49°13′12″ с. ш. 37°15′47″ в. д. |
| 2. | Харьковская обл., г. Изюм                                   | В честь Песчанской иконы Божией Матери мужской монастырь — Подробнее |                          |                                 |
| 3. |                                                             | В честь рождества Иоанна Предтечи мужской скит — Подробнее           | ivanovka-mon.church.ua   | 49°16′37″ с. ш. 37°05′52″ в. д. |
| 3. | Харьковская обл., Изюмский р-н., с. Ивановка                | В честь рождества Иоанна Предтечи мужской скит — Подробнее           |                          |                                 |

### Харьковская епархия(2)
| 1. |                                                      | Архангело-Михайловский женский монастырь — Подробнее | obitel-angela.narod.ru   | 48°53′59″ с. ш. 36°18′37″ в. д. |
| 1. | Харьковская обл., г. Лозовая, ул. Станиславского, 18 | Архангело-Михайловский женский монастырь — Подробнее |                          |                                 |
| 2. |                                                      | Покровский мужской монастырь — Подробнее             | pokrovsky-monastyr.kh.ua | 49°59′31″ с. ш. 36°13′48″ в. д. |
| 2. | г. Харьков, ул. Университетская, 8/10                | Покровский мужской монастырь — Подробнее             |                          |                                 |

## Херсонская область(5)

### Новокаховская епархия(2)
| 1. |                                                                          | В честь Корсунской иконы Божией Матери женский монастырь — Подробнее | korsunska-mon.church.ua | 46°45′46″ с. ш. 33°11′06″ в. д. |
| 1. | Херсонская обл., с. Корсунка, ул. Коминтерна, 50                         | В честь Корсунской иконы Божией Матери женский монастырь — Подробнее |                         |                                 |
| 2. |                                                                          | Григорьевский Бизюков мужской монастырь — Подробнее                  | bizukov.org.ua          | 46°57′17″ с. ш. 33°36′23″ в. д. |
| 2. | Херсонская обл., Бериславский р-н., с. Червоный Маяк, ул. Центральная, 3 | Григорьевский Бизюков мужской монастырь — Подробнее                  |                         |                                 |

### Херсонская епархия(3)
| 1. |                                                                        | Благовещенский женский монастырь — Подробнее | kherson-mon.church.ua   | 46°37′25″ с. ш. 32°28′30″ в. д. |
| 1. | Херсонская обл., Белозерский р-н., с. Приозерное, ул. Заозерная, 1     | Благовещенский женский монастырь — Подробнее |                         |                                 |
| 2. |                                                                        | Николаевский женский скит — Подробнее        | radhospne-mon.church.ua | 46°14′20″ с. ш. 33°08′40″ в. д. |
| 2. | Херсонская обл., Скадовский р-н., с. Благодатное                       | Николаевский женский скит — Подробнее        |                         |                                 |
| 3. |                                                                        | Покровский мужской монастырь — Подробнее     | pokrov.ks.ua            | 46°45′01″ с. ш. 32°33′56″ в. д. |
| 3. | Херсонская обл., Белозерский р-н., с. Музыковка, ул. 40 лет Победы, 16 | Покровский мужской монастырь — Подробнее     |                         |                                 |

## Хмельницкая область(9)

### Каменец-Подольская епархия(1)
| 1. |                                                 | Троицкий женский монастырь — Подробнее | satanov-mon.church.ua | 49°14′28″ с. ш. 26°13′25″ в. д. |
| 1. | Хмельницкая обл., Городоцкий р-н., пгт. Сатанов | Троицкий женский монастырь — Подробнее |                       |                                 |

### Хмельницкая епархия(5)
| 1. |                                                                            | Архангело-Михайловский женский скит — Подробнее                                 | markivtsi-mon.church.ua    | 49°25′11″ с. ш. 27°30′52″ в. д. |
| 1. | Хмельницкая обл., Летичевский р-н., с. Марковцы                            | Архангело-Михайловский женский скит — Подробнее                                 |                            |                                 |
| 2. |                                                                            | В честь иконы Божией Матери «Живоносный Источник» женский монастырь — Подробнее | zavaliyki-mon.church.ua    | 49°27′46″ с. ш. 26°20′45″ в. д. |
| 2. | Хмельницкая обл., Волочисский р-н., с. Завалийки, ул. Центральная, 86      | В честь иконы Божией Матери «Живоносный Источник» женский монастырь — Подробнее |                            |                                 |
| 3. |                                                                            | Иоанно-Предтеченский мужской монастырь — Подробнее                              | kalinovka-mon.church.ua    | 49°31′46″ с. ш. 26°55′42″ в. д. |
| 3. | Хмельницкая обл., Хмельницкий р-н., с. Большая Калиновка, пер. Шевченко, 5 | Иоанно-Предтеченский мужской монастырь — Подробнее                              |                            |                                 |
| 4. |                                                                            | Крестовоздвиженский мужской монастырь — Подробнее                               | starokonst-mon.church.ua   | 49°45′16″ с. ш. 27°13′15″ в. д. |
| 4. | Хмельницкая обл., г. Староконстантинов, ул. И. Федорова, 34                | Крестовоздвиженский мужской монастырь — Подробнее                               |                            |                                 |
| 5. |                                                                            | Преображенский женский монастырь — Подробнее                                    | golovchintsy-mon.church.ua | 49°24′50″ с. ш. 27°29′39″ в. д. |
| 5. | Хмельницкая обл., Летичевский р-н., с. Головчинцы, ул. Шевченко, 144       | Преображенский женский монастырь — Подробнее                                    |                            |                                 |

### Шепетовская епархия(3)
| 1. |                                                                   | Александро-Невский женский монастырь — Подробнее                 | alex-nevsky-mon.church.ua | 50°11′14″ с. ш. 27°38′19″ в. д. |
| 1. | Хмельницкая обл., Полонский р-н., с. Чернеевка                    | Александро-Невский женский монастырь — Подробнее                 |                           |                                 |
| 2. |                                                                   | В честь прав. Анны женский монастырь — Подробнее                 | slavuta-mon.church.ua     | 50°17′20″ с. ш. 26°50′36″ в. д. |
| 2. | Хмельницкая обл., с. Славута, ул. Монастырская, 9                 | В честь прав. Анны женский монастырь — Подробнее                 |                           |                                 |
| 3. |                                                                   | Рождества Богородицы Городищенский мужской монастырь — Подробнее | gorodishche-mon.church.ua | 50°07′24″ с. ш. 27°04′11″ в. д. |
| 3. | Хмельницкая обл., Шепетовский р-н., с. Городище, ул. Школьная, 23 | Рождества Богородицы Городищенский мужской монастырь — Подробнее |                           |                                 |

## Черкасская область(11)

### Уманская епархия(3)
| 1. |                                                                    | В честь иконы Божией Матери «Игуменья Афонской Горы» женский монастырь — Подробнее | rogi-mon.church.ua   | 48°52′20″ с. ш. 30°26′50″ в. д. |
| 1. | Черкасская обл., Маньковский р-н., с. Роги                         | В честь иконы Божией Матери «Игуменья Афонской Горы» женский монастырь — Подробнее |                      |                                 |
| 2. |                                                                    | Георгиевский женский монастырь — Подробнее                                         | georgmonastery.at.ua | 48°40′40″ с. ш. 30°09′32″ в. д. |
| 2. | Черкасская обл., Уманский р-н., с. Кочержынцы, ул. Монастырская, 1 | Георгиевский женский монастырь — Подробнее                                         |                      |                                 |
| 3. |                                                                    | Пантелеймоновский женский монастырь — Подробнее                                    | oday-mon.church.ua   | 49°06′23″ с. ш. 30°16′13″ в. д. |
| 3. | Черкасская обл., Жашковский р-н., с. Хижня                         | Пантелеймоновский женский монастырь — Подробнее                                    |                      |                                 |

### Черкасская епархия(8)
| 1. |                                                                          | В честь прп. Алексия человека Божия мужской монастырь — Подробнее | pleskachevka-mon.church.ua | 49°12′56″ с. ш. 32°07′22″ в. д. (приблизительно) |
| 1. | Черкасская обл., Смелянский р-н., с. Плескачовка, ул. Островского, 120а  | В честь прп. Алексия человека Божия мужской монастырь — Подробнее |                            |                                                  |
| 2. |                                                                          | Николаевский Лебединский женский монастырь — Подробнее            | lebedin-mon.church.ua      | 48°57′58″ с. ш. 31°35′08″ в. д.                  |
| 2. | Черкасская обл., Шполянский р-н., с. Лебедин                             | Николаевский Лебединский женский монастырь — Подробнее            |                            |                                                  |
| 3. |                                                                          | Жаботинский Онуфриевский мужской монастырь — Подробнее            | jabotin-mon.church.ua      | 49°13′25″ с. ш. 32°13′08″ в. д.                  |
| 3. | Черкасская обл., Черкасский р-н., с. Чубовка                             | Жаботинский Онуфриевский мужской монастырь — Подробнее            |                            |                                                  |
| 4. |                                                                          | Покровский Красногорский женский монастырь — Подробнее            | zolotonosha-mon.church.ua  | 49°42′20″ с. ш. 32°02′54″ в. д.                  |
| 4. | Черкасская обл., Золотоношский р-н., с. Бакаевка                         | Покровский Красногорский женский монастырь — Подробнее            |                            |                                                  |
| 5. |                                                                          | Преображенский женский монастырь — Подробнее                      | steblev-mon.church.ua      | 49°23′49″ с. ш. 31°06′09″ в. д.                  |
| 5. | Черкасская обл., Корсунь-Шевченковский р-н., с. Стеблев, ул. 8 Марта, 9а | Преображенский женский монастырь — Подробнее                      |                            |                                                  |
| 6. |                                                                          | Рождества Богородицы мужской монастырь — Подробнее                | cherkassy-mon.church.ua    | 49°25′17″ с. ш. 32°05′27″ в. д.                  |
| 6. | г. Черкассы, ул. Благовисна, 374                                         | Рождества Богородицы мужской монастырь — Подробнее                |                            |                                                  |
| 7. |                                                                          | Троицкий Матронинский женский монастырь — Подробнее               | matrona-mon.church.ua      | 49°09′15″ с. ш. 32°15′17″ в. д.                  |
| 7. | Черкасская обл., Чигиринский р-н., с. Мельники                           | Троицкий Матронинский женский монастырь — Подробнее               |                            |                                                  |
| 8. |                                                                          | Троицкий Чигиринский женский монастырь — Подробнее                | chigirin-mon.church.ua     | 49°05′32″ с. ш. 32°39′55″ в. д.                  |
| 8. | Черкасская обл., г. Чигирин, ул. Короленко, 47                           | Троицкий Чигиринский женский монастырь — Подробнее                |                            |                                                  |

## Черниговская область(12)

### Нежинская епархия(7)
| 1. |                                                                   | Благовещенский мужской монастырь — Подробнее                            | blagonezhin-mon.church.ua  | 51°02′53″ с. ш. 31°53′03″ в. д. |
| 1. | Черниговская обл., г. Нежин, ул. Степана Яворского, 2             | Благовещенский мужской монастырь — Подробнее                            |                            |                                 |
| 2. |                                                                   | В честь иконы Божией Матери «Целительница» женское подворье — Подробнее | tsel-pryluky-mon.church.ua | 50°35′52″ с. ш. 32°21′12″ в. д. |
| 2. | Черниговская обл., г. Прилуки                                     | В честь иконы Божией Матери «Целительница» женское подворье — Подробнее |                            |                                 |
| 3. |                                                                   | Введенский женский монастырь — Подробнее                                | nezhin-mon.church.ua       | 51°02′47″ с. ш. 31°52′10″ в. д. |
| 3. | Черниговская обл., г. Нежин, ул. Овдеевская, 44а                  | Введенский женский монастырь — Подробнее                                |                            |                                 |
| 4. |                                                                   | Николаевский Крупицкий женский монастырь — Подробнее                    | baturin-mon.church.ua      | 51°23′55″ с. ш. 32°47′52″ в. д. |
| 4. | Черниговская обл., Бахмацкий р-н., с. Осич                        | Николаевский Крупицкий женский монастырь — Подробнее                    |                            |                                 |
| 5. |                                                                   | Николаевский Пустынно-Рыхловский мужской монастырь — Подробнее          | ryhly-mon.church.ua        | 51°40′52″ с. ш. 32°52′37″ в. д. |
| 5. | Черниговская обл., Коропский р-н., с. Рыхлы                       | Николаевский Пустынно-Рыхловский мужской монастырь — Подробнее          |                            |                                 |
| 6. |                                                                   | Сретенское женское подворье — Подробнее                                 | str-pryluky-mon.church.ua  | 50°35′46″ с. ш. 32°23′15″ в. д. |
| 6. | Черниговская обл., г. Прилуки, ул. Галагановская, 39              | Сретенское женское подворье — Подробнее                                 |                            |                                 |
| 7. |                                                                   | Троицкий Густынский женский монастырь — Подробнее                       | gustyn-mon.church.ua       | 50°38′11″ с. ш. 32°28′21″ в. д. |
| 7. | Черниговская обл., Прилуцкий р-н., с. Густыня, пер. Ярмарковый, 6 | Троицкий Густынский женский монастырь — Подробнее                       |                            |                                 |

### Черниговская епархия(5)
| 1. |                                                                   | В честь прп. Лаврентия Черниговского женский монастырь — Подробнее | veresoch-mon.church.ua     | 51°18′50″ с. ш. 31°48′29″ в. д. |
| 1. | Черниговская обл., Куликовский р-н., с. Вересоч, ул. Ткачевка, 44 | В честь прп. Лаврентия Черниговского женский монастырь — Подробнее |                            |                                 |
| 2. |                                                                   | Георгиевский Даневский женский монастырь — Подробнее               | danevka-mon.church.ua      | 50°52′35″ с. ш. 31°10′33″ в. д. |
| 2. | Черниговская обл., Козелецкий р-н., с. Даневка                    | Георгиевский Даневский женский монастырь — Подробнее               |                            |                                 |
| 3. |                                                                   | Преображенский Новгород-Северский мужской монастырь — Подробнее    | novgorod-sev-mon.church.ua | 52°00′31″ с. ш. 33°16′56″ в. д. |
| 3. | Черниговская обл., г. Новгород-Сиверский, ул. Пушкина, 1          | Преображенский Новгород-Северский мужской монастырь — Подробнее    |                            |                                 |
| 4. |                                                                   | Рождества Богородицы мужской монастырь — Подробнее                 | domnitsa-mon.church.ua     | 51°29′12″ с. ш. 31°47′16″ в. д. |
| 4. | Черниговская обл., Менский р-н., с. Домница                       | Рождества Богородицы мужской монастырь — Подробнее                 |                            |                                 |
| 5. |                                                                   | Успенский Елецкий женский монастырь — Подробнее                    | eleckymon.church.ua        | 51°29′11″ с. ш. 31°17′40″ в. д. |
| 5. | г. Чернигов, ул. Князя Черного, 1                                 | Успенский Елецкий женский монастырь — Подробнее                    |                            |                                 |

## Черновицкая область(15)

### Черновицко-Буковинская епархия(15)
| 1.  |                                                                                | Боянский женский монастырь — Подробнее                        | bayany-mon.church.ua       | 48°16′12″ с. ш. 26°07′44″ в. д. |
| 1.  | Черновицкая обл., Новоселицкий р-н., с. Бояны, ул. Монастырская, 2             | Боянский женский монастырь — Подробнее                        |                            |                                 |
| 2.  |                                                                                | В честь вмч. Иоанна Сочавского женский монастырь — Подробнее  | crasnamanastire.at.ua      | 47°59′13″ с. ш. 25°34′16″ в. д. |
| 2.  | Черновицкая обл., Сторожинецкий р-н., пгт. Красноильск, хутор Слатина          | В честь вмч. Иоанна Сочавского женский монастырь — Подробнее  |                            |                                 |
| 3.  |                                                                                | В честь Жен-мироносиц женский монастырь — Подробнее           | leorda-mon.church.ua       | 48°05′43″ с. ш. 25°42′08″ в. д. |
| 3.  | Черновицкая обл., Сторожинецкий р-н., с. Верхние Петровцы, хутор Леорда        | В честь Жен-мироносиц женский монастырь — Подробнее           |                            |                                 |
| 4.  |                                                                                | В честь прав. Анны женский монастырь — Подробнее              | vashkovtsy-mon.church.ua   | 48°21′37″ с. ш. 25°30′13″ в. д. |
| 4.  | Черновицкая обл., Вижницкий р-н., г. Вашковцы, ул. Монастырская, 1             | В честь прав. Анны женский монастырь — Подробнее              |                            |                                 |
| 5.  |                                                                                | В честь прп. Афанасия Афонского женский монастырь — Подробнее | afanasiy-mon.church.ua     | 48°19′14″ с. ш. 26°33′07″ в. д. |
| 5.  | Черновицкая обл., Новоселицкий р-н., с. Стальновцы                             | В честь прп. Афанасия Афонского женский монастырь — Подробнее |                            |                                 |
| 6.  |                                                                                | Введенский женский монастырь — Подробнее                      | chernivtsi-mon.church.ua   | 48°16′56″ с. ш. 25°56′48″ в. д. |
| 6.  | г. Черновцы, ул. Буковинская, 10                                               | Введенский женский монастырь — Подробнее                      |                            |                                 |
| 7.  |                                                                                | Владимирский Колинковский мужской монастырь — Подробнее       | kalinkov-mon.church.ua     | 48°25′33″ с. ш. 26°05′49″ в. д. |
| 7.  | Черновицкая обл., Хотинский р-н., с. Колинковцы, ул. Лесная, 208               | Владимирский Колинковский мужской монастырь — Подробнее       |                            |                                 |
| 8.  |                                                                                | Вознесенский Банченский мужской монастырь — Подробнее         | bancheny-mon.church.ua     | 48°11′00″ с. ш. 26°12′22″ в. д. |
| 8.  | Черновицкая обл., Герцаевский р-н., с. Банчены                                 | Вознесенский Банченский мужской монастырь — Подробнее         |                            |                                 |
| 9.  |                                                                                | Иоанно-Богословский мужской монастырь — Подробнее             | kreshchatik-mon.church.ua  | 48°38′16″ с. ш. 25°45′02″ в. д. |
| 9.  | Черновицкая обл., Заставновский р-н., с. Крещатик                              | Иоанно-Богословский мужской монастырь — Подробнее             |                            |                                 |
| 10. |                                                                                | Николаевский Непоротовский мужской монастырь — Подробнее      | galitsa-mon.church.ua      | 48°35′41″ с. ш. 27°19′20″ в. д. |
| 10. | Черновицкая обл., Сокирянский р-н., село Непоротово (хутор Галица), ул. Победы | Николаевский Непоротовский мужской монастырь — Подробнее      |                            |                                 |
| 11. |                                                                                | Пантелеймоновское мужское подворье — Подробнее                | p-chernivtsi-mon.church.ua | 48°16′25″ с. ш. 25°56′37″ в. д. |
| 11. | г. Черновцы, ул. Щербакова                                                     | Пантелеймоновское мужское подворье — Подробнее                |                            |                                 |
| 12. |                                                                                | Покровский женский монастырь — Подробнее                      | molodiya-mon.church.ua     | 48°12′04″ с. ш. 26°01′26″ в. д. |
| 12. | Черновицкая обл., Глыбоцкий р-н., с. Молодия, ул. Поповича, 50                 | Покровский женский монастырь — Подробнее                      |                            |                                 |
| 13. |                                                                                | Рождества Богородицы «Гореча» мужской монастырь — Подробнее   | chernovtsy-mon.church.ua   | 48°17′22″ с. ш. 25°59′24″ в. д. |
| 13. | г. Черновцы, ул. Трояновская, 1                                                | Рождества Богородицы «Гореча» мужской монастырь — Подробнее   |                            |                                 |
| 14. |                                                                                | Серафимовский мужской монастырь — Подробнее                   | ispas-mon.church.ua        | 48°16′16″ с. ш. 25°17′32″ в. д. |
| 14. | Черновицкая обл., Вижницкий р-н., с. Испас                                     | Серафимовский мужской монастырь — Подробнее                   |                            |                                 |
| 15. |                                                                                | Успенский Куливецкий мужской монастырь — Подробнее            | kulivets-mon.church.ua     | 48°38′03″ с. ш. 25°49′45″ в. д. |
| 15. | Черновицкая обл., Заставновский р-н., с. Куливцы, ул. Монастырская, 1          | Успенский Куливецкий мужской монастырь — Подробнее            |                            |                                 |